# Virginia Occidentale
La Virginia Occidentale (West Virginia in inglese, WV) è uno Stato federato degli Stati Uniti d'America, situato nella regione degli Appalachi, negli Stati Uniti d'America orientali. Confina con la Virginia a sud-est, con il Kentucky a sud-ovest, con l'Ohio a nord-ovest, con la Pennsylvania a nord e con il Maryland a nord-est. La Virginia Occidentale è il 41º stato per superficie e il 38° più popoloso tra i 50 stati. La capitale e maggiore città è Charleston.
Divenne uno stato a seguito della Convenzione di Wheeling, in cui 50 contee nord-occidentali della Virginia i cui proprietari terrieri possedevano pochi o nessuno schiavo, decisero di separarsi dalla Virginia durante la guerra di secessione statunitense. Il nuovo stato fu ammesso all'Unione il 20 giugno 1863 e divenne un importante stato cuscinetto fra Unione e Confederazione. La Virginia Occidentale è stato l'unico stato a costituirsi separandosi da uno degli Stati Confederati e uno dei due stati formatisi durante la guerra di secessione (l'altro è il Nevada, separatosi dal Territorio dello Utah).
Il Census Bureau e l'Associazione dei Geografi Statunitensi classificano la Virginia Occidentale come parte del Sud; il saliente settentrionale si estende presso Pennsylvania e Ohio, con le città di Wheeling e Weirton, appena oltre il confine dell'area metropolitana di Pittsburgh, mentre Bluefield è a meno di 110 km dalla Carolina del Nord. Huntington, nel sud-ovest, è vicina agli stati di Ohio e Kentucky, mentre Martinsburg e Harper's Ferry, nel panhandle orientale, sono considerati parte dell'area metropolitana di Washington, tra gli stati di Maryland e Virginia. La particolare posizione della Virginia Occidentale la rende inclusa in diverse regioni geografiche, tra cui il Medio Atlantico, l'Alto Sud e il Sud-Est. È l'unico stato che è interamente all'interno dell'area servita dalla Commissione Regionale degli Appalachi, la zona comunemente definita "Appalachia".
Lo stato è conosciuto per le sue montagne, per le sue industrie di legname e di estrazione del carbone, molto importanti a livello storico, oltre che per la sua politica e storia del lavoro. È una delle aree del mondo più dense per quanto riguarda il carsismo, il che la rende area privilegiata per le ricerche scientifiche e per le escursioni; le terre carsiche contribuiscono molto alla presenza di trote di acqua dolce. La Virginia Occidentale è anche molto conosciuta per una vasta gamma di opportunità ricreative, tra cui lo sci, il rafting, la pesca, la caccia, il mountain biking e l'escursionismo.

## Storia
Molti residui antichi di tumuli realizzati dall'uomo in epoca preistorica sono visibili ancora oggi, specialmente nelle aree di Moundsville, South Charleston e Romney. Gli artefatti sono la prova di antiche società costituite intorno a villaggi che avevano un sistema culturale tribale basato sugli scambi e che costruiva manufatti in rame crudo.
Intorno al 1670 gli Irochesi scacciarono altre tribù indiane dalla regione per riservarsi l'alta Valle dell'Ohio come terreno di caccia, durante la guerra dei castori. L'area era anche abitata da altre tribù di lingua siouan come i Monetoni.
L'area oggi occupata dalla Virginia Occidentale fu un territorio conteso anche dagli americani europei, con le colonie della Pennsylvania e della Virginia che rivendicavano i diritti territoriali prima della guerra d'indipendenza americana. Alcune società che speculavano sulla terra, come la Vandalia, e in seguito la Ohio e Indiana Company, cercarono di legittimare le loro rivendicazioni per stabilirsi in parti della Virginia Occidentale e del Kentucky, ma fallirono. Con l'accordo finale sulla disputa sul confine tra Pennsylvania e Virginia, che portò alla creazione del Kentucky, gli abitanti di quest'ultimo "erano soddisfatti [...], 
e gli abitanti della maggior parte della Virginia Occidentale erano loro grati".
La Virginia Occidentale fu in origine parte della Colonia della Virginia britannica tra il 1607 e il 1776, e costituì la parte occidentale dello stato della Virginia (che era comunemente conosciuta come Virginia Trans-Allegani prima della formazione della Virginia Occidentale) dal 1776 al 1863. Il forte scontento verso la rappresentanza elettorale e la sottorappresentanza al Parlamento dello stato causarono la divisione all'interno dei residenti sul tema della secessione dall'Unione durante la guerra di secessione americana. I residenti delle contee occidentali e settentrionali instaurarono un governo separato guidato da Francis Pierpont nel 1861, che chiamarono il governo "restaurato". La maggioranza votò per separarsi dalla Virginia e il nuovo stato fu ammesso all'Unione nel 1863; nel 1864 una convenzione costituzionale dello stato scrisse la costituzione, che fu ratificata dal Parlamento senza sottoporla a parere popolare. La Virginia Occidentale abolì la schiavitù e privò temporaneamente dei diritti gli uomini che avevano detenuto cariche confederate o avevano combattuto per la Confederazione.
La storia della Virginia Occidentale è stata profondamente segnata dal suo carattere montagnoso, dalle numerose e vaste valli e dalle molte risorse naturali. Tutti questi fattori influenzarono l'economia e gli stili di vita dei residenti, cosa che accade ancora oggi.

### L'esplorazione e l'insediamento degli europei

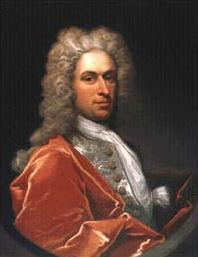
Thomas Lee, il primo manager della Ohio Company della Virginia.

Nel 1671 il generale Abraham Wood, alle dipendenze del Governatore Reale William Berkeley della Colonia della Virginia, inviò un gruppo da Fort Henry, in Virginia, guidato da Thomas Batts e Robert Fallam che scoprì Kanawha Falls. Alcune fonti affermano la Spedizione oltramontana del 1716 del governatore Alexander Spotswood era già penetrata fino alla Contea di Pendleton, anche se i racconti originali dell'escursione suggeriscono agli storici moderni che nessuno dei cavalieri si fosse avventurato molto più ad ovest dei Monti Blue Ridge, a Harrisonburg (Virginia). John Van Metre, un commerciante indiano, proseguì fino alla porzione settentrionale nel 1725; nello stesso anno, i coloni tedeschi della Pennsylvania fondarono New Mecklenburg, l'attuale Shepherdstown, sul fiume Potomac, e furono seguiti da molti.
Re Carlo II d'Inghilterra nel 1661 assegnò alla compagnia la terra compresa tra il Potomac e il Rappahannock, conosciuta anche come Northern Neck. Il terreno giunse infine nella proprietà di Thomas Fairfax, VI lord Fairfax di Cameron e nel 1746 fu eretto un obelisco alla fonte del ramo settentrionale del Potomac, per segnale il limite occidentale della terra. Una parte considerevole di questi terreni fu ispezionata da George Washington tra il 1748 ed il 1751. Il diario tenuto durante l'ospezione indica che erano presenti molti occupanti abusivi, principalmente di origine tedesca, lungo il ramo meridionale del Potomac. Christopher Gist, esploratore all'impiego della Ohio Company, composta quasi interamente da abitanti della Virginia, esplorò le terre lungo il fiume Ohio a nord della foce del Kanawha tra il 1751 e il 1752; la compagnia cercava di fondare una quattordicesima colonia con il nome Vandalia. Molti coloni attraversarono le montagne dopo il 1750, ostacolati dalla resistenza dei nativi. Alcuni nativi americani vivevano permanentemente all'interno degli attuali confini dello stato, ma la regione era considerata un terreno di caccia, attraversata da molti sentieri. Durante la guerra franco-indiana gli insediamenti britannici, sparpagliati sul territorio, furono quasi distrutti.
Nel 1774 il Governatore della Corona della Virginia, John Murray, IV conte di Dunmore, guidì una spedizione oltre le montagne, e un corpo di milizie sotto il colonnello Andrew Lewis affrontò gli Shawnee, guidati da Gambo di Mais, un colpo devastante nella Battaglia di Point Pleasant alla confluenza dei fiumi Kanawha e Ohio. Al trattato di Camp Charlotte che pose fine alla guerra di Lord Dunmore, Gambo di Mais acconsentì a riconoscere l'Ohio come nuovo confine con i "Lunghi Coltelli". Nel 1776, tuttavia, gli Shawnee erano di nuovo in guerra, uniti agli Chickamauga. Gli attacchi dei nativi americani continuarono fino alla guerra di indipendenza; durante la guerra, i coloni della Virginia occidentale erano in genere attivi Whig e molti erano arruolati nell'Esercito continentale. La Ribellione di Claypool, nel 1780-81, con cui un gruppo di uomini rifiutò di pagare le tasse coloniali, mostrò la stanchezza bellica nella Virginia Occidentale.

### La Virginia trans-Allegani

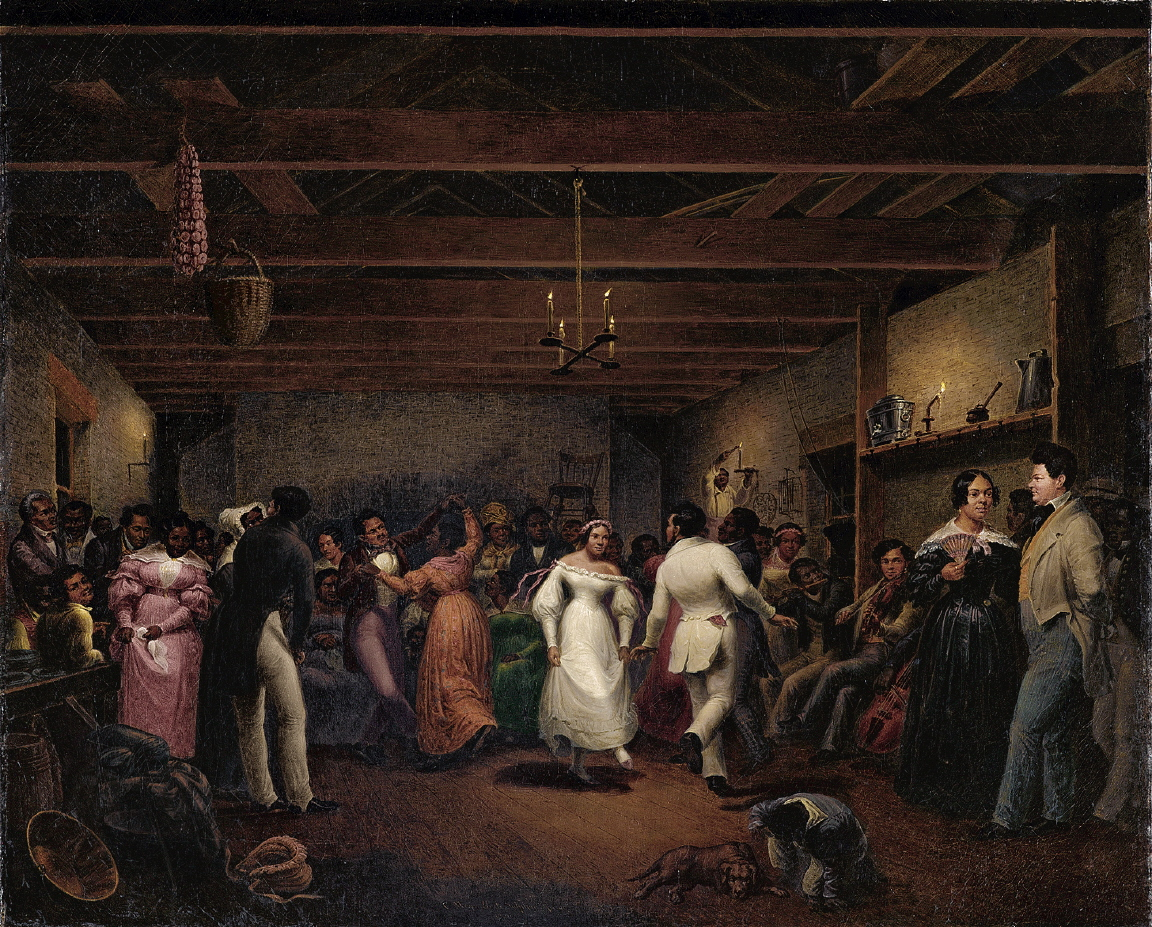
Festeggiamenti ad un matrimonio tra schiavi in Virginia, 1831.

Le condizioni sociali della Virginia occidentali erano molto diverse da quelle della parte orientale dello stato; la popolazione non era omogenea, dato che molta parte dell'immigrazione veniva dalla Pennsylvania e comprendeva tedeschi, scozzesi-irlandesi protestanti, e coloni da stati più a nord. Le contee ad est e sud erano invece abitate principalmente da abitanti della Virginia dell'est. Durante la guerra di indipendenza, rinacque il movimento per creare uno stato oltre gli Allegani e fu presentata al Congresso una petizione per la nascita della "Westsylvania", con la motivazione secondo la quale le montagne costituivano una barriera quasi impenetrabile verso est. La natura selvatica dello stato rendeva inoltre la schiavitù inutile e non profittevole, e il tempo faceva solo accrescere le differenze sociali, politiche, economiche e culturali tra le due parti della Virginia.
Nel 1829 fu costituita una convenzione per dare una nuova costituzione alla Virginia e, contro le proteste delle contee oltre le montagne, richiese il possedimento di proprietà per accedere al suffragio e diede alle contee che utilizzavano gli schiavi il vantaggio dei tre quinti della loro popolazione schiavistica nell'assegnamento della rappresentanza dello stato alla Camera dei Rappresentanti degli Stati Uniti. Di conseguenza, ogni contea oltre gli Allegani (eccetto una) votò per rigettare la costituzione, che fu comunque approvata per il sostegno ad est.
La Convenzione Costituzionale della Virginia del 1850-51, la Convenzione delle Riforme, si occupò di diversi importanti problemi dei virginiani occidentali. Il voto fu esteso a tutti gli uomini bianchi maggiori di 21 anni; con il voto pubblico dovevano essere eletti governatore, vice-governatore, giudici, sceriffi e tutte le cariche di contea. La composizione dell'Assemblea Generale fu modificata: la rappresentanza alla Camera dei delegati fu assegnata sulla base della pelle bianca e sul censimento del 1850, mentre il Senato fu suddiviso arbitrariamente, con l'ovest che ricevette 20 senatori e l'est 30. Questa clausola fu resa accettabile agli occidentali con la promessa che l'Assemblea Generale avrebbe risuddiviso i seggi in base al censimento del 1865 (sempre in base all'etnia bianca), o quantomeno avrebbe tenuto un referendum. L'est si prese comunque un vantaggio fiscale, in quanto era richiesta una tassa sulla proprietà basata sul valore reale ed attuale, eccetto per gli schiavi. Gli schiavi sotto i 12 anni non erano tassati, mentre quelli sopra i 12 anni erano tassati solamente 300 dollari, cioè una frazione del loro valore reale. I piccoli contadini, invece, avevano le loro proprietà, animali e terre che erano tassate al loro pieno valore. Nonostante queste tasse e la mancanza di miglioramenti ad ovest, il voto fu di 75.748 a favore e 11.063 contro la nuova Costituzione, e i contrari provenivano in gran parte dalle contee orientali, che non apprezzavano il compromesso accordato all'ovest.
Date queste differenze, molti ad ovest continuavano a guardare ad uno stato separato, in particolare, uomini come l'avvocato Francis Harrison Pierpont di Fairmont. Oltre alle differenze sull'abolizione della schiavitù, il sentimento collettivo si basava sul fatto che il governo della Virginia ignorava e rifiutava di utilizzare fondi per miglioramenti infrastrutturali nell'ovest, come strade e ferrovie.

### Separazione dalla Virginia

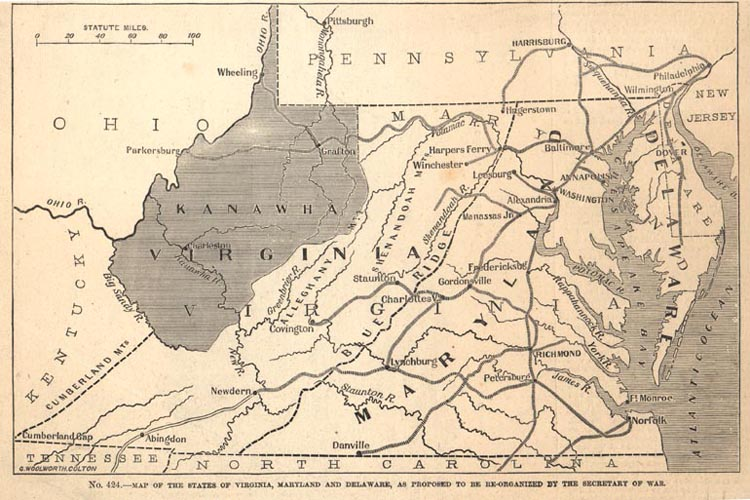
Il 24 ottobre 1861 gli elettori di 41 contee votarono per formare un nuovo stato e l'affluenza rimase al 34%. Il nome fu successivamente cambiato da Kanawha a Virginia Occidentale.

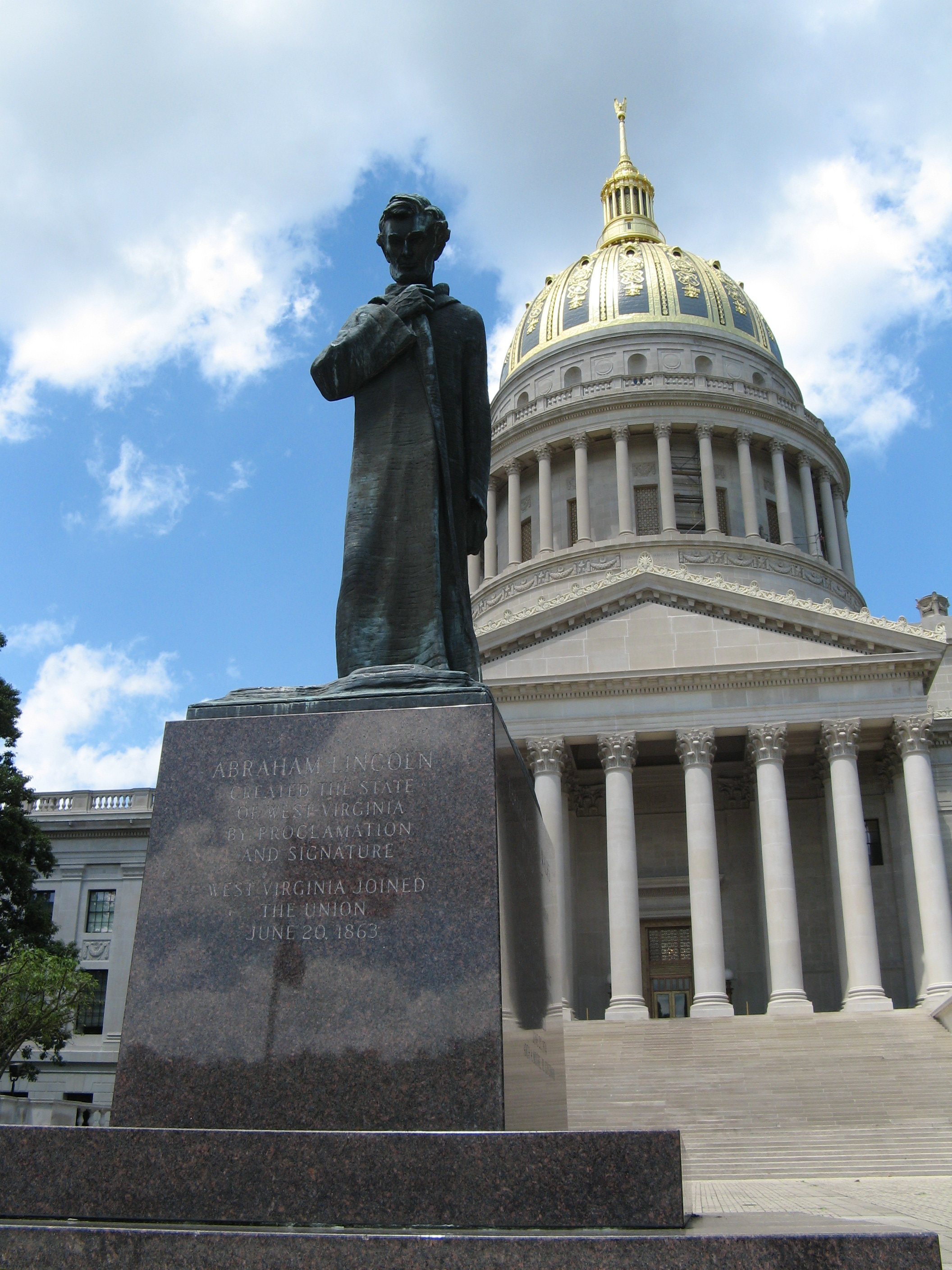
La statua "Abraham Lincoln Walks at Midnight" ai piedi del Campidoglio della Virginia Occidentale.

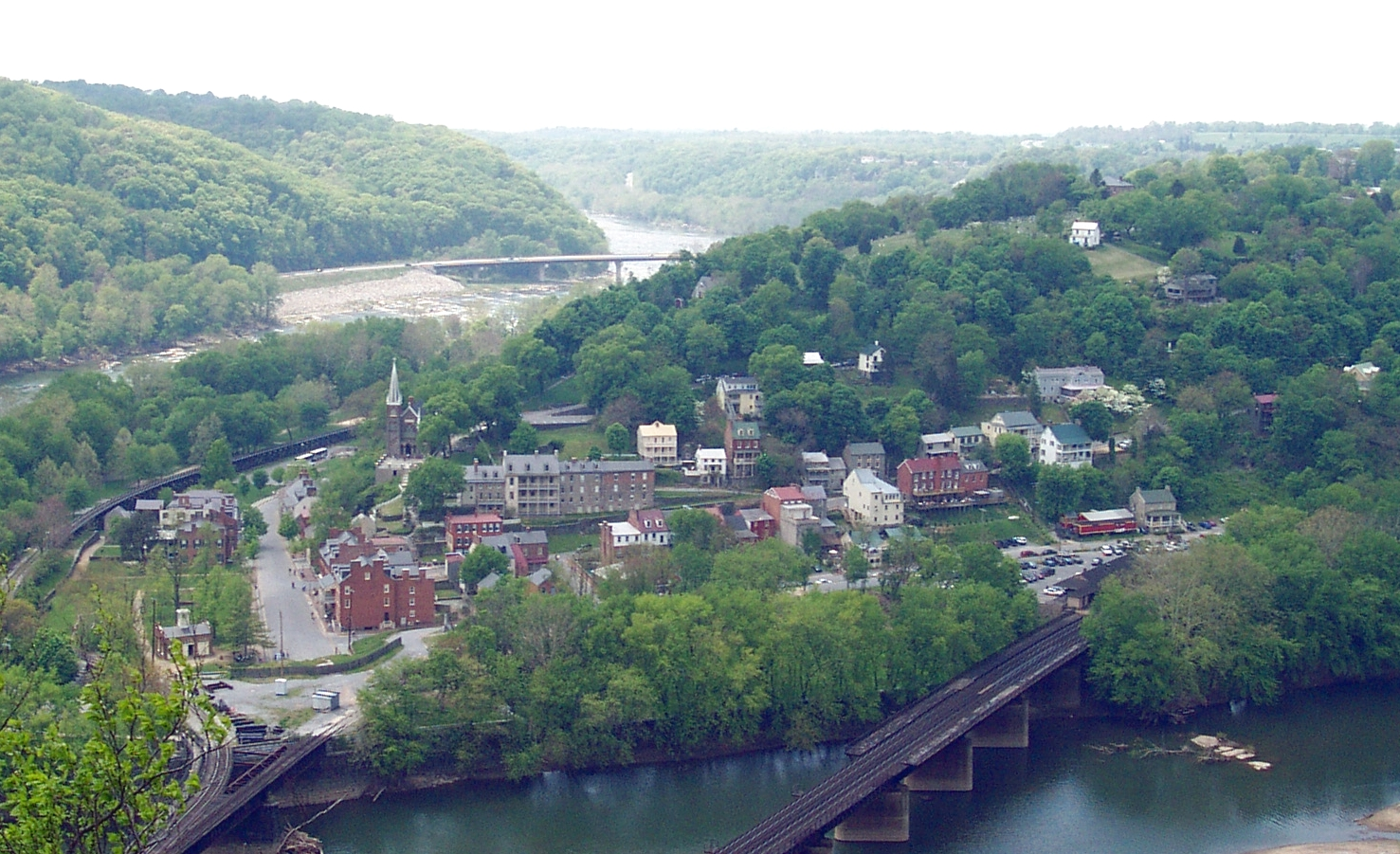
Harper's Ferry (come appariva nel 2005) cambiò stato decine di volte durante la guerra di secessione americana e fu annesso alla Virginia Occidentale.

La Virginia Occidentale fu l'unico stato dell'Unione a separarsi da uno stato confederato (la Virginia) durante la guerra di secessione. A Richmond il 17 aprile 1861 i 49 delegati del futuro stato della Virginia Occidentale votarono in 17 a favore della secessione della Virginia dagli Stati Uniti, 30 votarono contro e 2 si astennero. Quasi immediatamente dopo il voto per procedere con la secessione dall'Unione, una protesta di massa a Clarksburg ordinò che ogni contea nel nord-ovest della Virginia inviasse delegati ad una convenzione da tenersi a Wheeling il 13 maggio 1861. Quando questa prima Convenzione di Wheeling si riunì, erano presenti 425 delegati da 25 contee, anche se più di un terzo dei delegati proveniva dall'area del panhandle settentrionale; presto la situazione fu tuttavia riequilibrata.
Alcuni delegati erano a favore dell'immediata formazione di un nuovo stato, mentre altri sostenevano che, dato che la secessione dalla Virginia non era stata ancora approvata da un referendum, tale azione avrebbe costituito un atto di rivoluzione contro gli Stati Uniti d'America. Fu deciso che se l'ordinanza fosse stata adottata (fatto sul quale vi erano dubbi), si sarebbe costituita un'altra convenzione comprendente i membri eletti del Parlamento, da tenersi a Wheeling nel giugno 1861. Alle elezioni del 23 maggio 1861 la secessione fu ratificata da una larga maggioranza dello stato nel suo complesso, ma nelle contee occidentali vi furono 34.677 voti contro e 19.121 a favore.
La seconda convenzione di Wheeling si riunì come convenuto l'11 giugno e dichiarò che, dato che la Convenzione sulla Secessione era stata convocata senza consenso del popolo, tutti i suoi atti erano nulli e tutti coloro che vi avevano aderito avevano perso le loro cariche. Le convenzioni di Wheeling e i delegati stessi non furono mai effettivamente eletti dal popolo per agire per conto della Virginia occidentale. Il 19 giugno fu approvata una legge per la riorganizzazione del governo; il giorno seguente Francis Harrison Pierpont fu scelto da altri delegati della convenzione per la carica di governatore della Virginia, e furono elette anche altre cariche. La legislatura era composta da 103 membri, 33 dei quali erano stati eletti all'Assemblea Generale della Virginia il 23 maggio.
Questo numero comprendeva anche alcuni senatori del 1859 che, in quanto tali, avevano lasciato le loro cariche per incontrarsi a Wheeling. Gli altri membri "furono scelti in maniera anche più irregolare, alcuni in riunioni di massa, altri da comitati di contea, e altri ancora sembrarono addirittura auto-nominati". Questa assemblea irregolare si riunì il 20 giugno e nominò unionisti alle restanti cariche dello stato, organizzando un governo rivale, ed elessero due senatori degli Stati Uniti che furono prontamente riconosciuti dal governo federale a Washington DC. Pertanto, esistevano due governi in Virginia, uno alleato degli Stati Uniti e l'altro alleato della Confederazione.
La Convenzione di Wheeling si riunì nuovamente il 20 agosto e chiese il voto popolare sulla formazione di un nuovo stato e per una convenzione che stilasse una costituzione, in caso di voto favorevole. Alle elezioni del 24 ottobre 1861, 18.408 persone votarono per il nuovo stato, con solo 781 contrari. La veridicità dei risultati di queste elezioni è stata discussa più volte, dato che l'esercito dell'Unione allora occupava l'area e le truppe unioniste erano presenti a molte sezioni elettorali per impedire ai simpatizzanti della Confederazione di votare. Gran parte dei voti affermativi giunse da 16 contee intorno al panhandle settentrionale. Se il voto sull'Ordinanza di Secessione fece partecipare al voto circa 50.000 elettori, il voto sull'indipendenza dello stato ne attirò solamente 19.000.

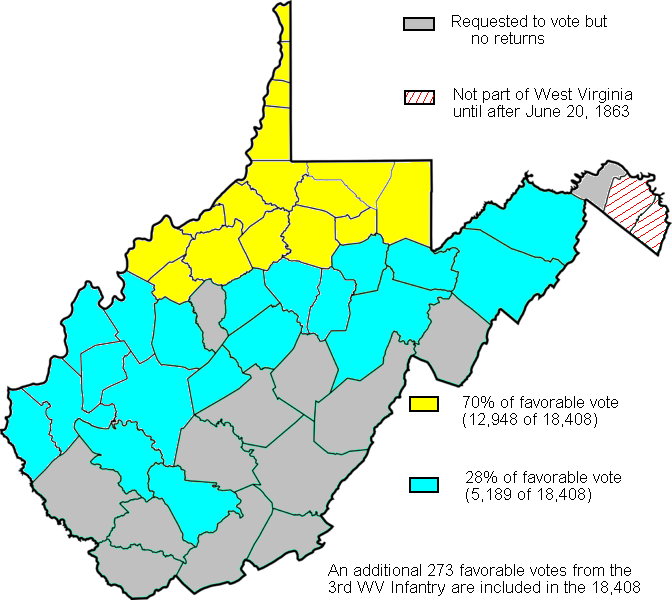
Voto sull'indipendenza della Virginia Occidentale del 24 ottobre 1861.

Nella Contea di Ohio, in cui è Wheeling, solo il 25% degli aventi diritto andò a votare. Alla Convenzione Costituzionale del novembre 1861, Mr. Lamb della Contea di Ohio e Mr. Carskadon affermarono che nella Contea di Hampshire, sui 195 voti totali, solo 39 furono compilati da cittadini dello stato, mentre il resto fu votato illegalmente da soldati dell'Unione. Nella maggior parte del territorio che sarebbe divenuto Virginia Occidentale, non vi furono addirittura le elezioni, dato che due terzi del territorio della Virginia Occidentale aveva votato per la secessione, e le cariche elettive delle contee erano ancora leali a Richmond. I voti provenienti da contee a favore della secessione furono votati altrove da rifugiati unionisti di queste contee. La convenzione ebbe inizio il 26 novembre 1861 e terminò i lavori il 18 febbraio 1862; lo strumento fu ratificato l'11 aprile 1862 con 18.162 voti a favore e 514 contro.
Il 13 maggio il Parlamento riorganizzato approvò la formazione del nuovo stato. Fu compilata al Congresso la pratica per l'ammissione all'Unione, ed il 31 dicembre 1862 fu approvato un atto del Presidente Abraham Lincoln che ammetteva la Virginia Occidentale, con la condizione che nella costituzione dello stato fosse inserita una clausola che garantisse la graduale abolizione della schiavitù. Mentre molti pensavano che l'ingresso della Virginia Occidentale fosse illegale e incostituzionale, Lincoln scrisse la sua Opinione sull'Ammissione della Virginia Occidentale, sostenendo che "il corpo che acconsente all'ingresso della Virginia Occidentale è il Parlamento della Virginia", e che la sua ammissione è quindi stata sia costituzionale che conveniente.
La convenzione si riunì nuovamente il 12 febbraio 1863 e fu recepita la modifica richiesta dal governo federale. La costituzione rivista fu adottata il 26 marzo 1863 ed il 20 aprile 1863 il Presidente Lincoln emise la proclamazione ufficiale che ammetteva lo stato all'Unione 60 giorni dopo, il 20 giugno 1863. Nel frattempo, furono scelte le cariche governative dello stato, mentre il governatore Pierpont trasferì la sua capitale della Virginia nella città di Alexandria, occupata dagli unionisti, da cui esercitò la propria giurisdizione su tutte le restanti contee della Virginia.
La questione della costituzionalità della formazione del nuovo stato fu poi portata di fronte alla Corte Suprema degli Stati Uniti d'America. Le contee di Berkeley e di Jefferson, che sorgevano sul fiume Potomac ad est delle montagne, nel 1863, con il consenso del governo della Virginia, votarono a favore dell'annessione alla Virginia Occidentale. Molti votanti delle contee fortemente a favore della secessione erano arruolati nell'esercito della Confederazione al momento del voto, e rifiutarono pertanto di riconoscere il trasferimento al loro ritorno. L'Assemblea Generale della Virginia si appellò all'atto di secessione e nel 1866 citò in giudizio la Virginia Occidentale, chiedendo alla corte di dichiarare le contee come parte della Virginia, in quanto l'ammissione della Virginia Occidentale all'Unione era incostituzionale. Nel frattempo, il 10 marzo 1866 il Congresso approvò una risoluzione congiunta che riconosceva il trasferimento. La Corte Suprema decise a favore della Virginia Occidentale nel 1870.
Durante la guerra di secessione, le forze del generale unionista George B. McClellan ottennero il controllo della parte principale del territorio nell'estate del 1861, con il culmine nella battaglia di Rich Mountain, e il controllo unionista non fu mai più messo seriamente in discussione, nonostante un tentativo di Robert Edward Lee nello stesso anno. Nel 1863 il generale John D. Imboden, con 5.000 confederati, riconquistò una considerevole porzione dello stato; scoppiarono, in alcune aree, episodi di guerriglia, che non furono interamente soppressi fino alla fine della guerra. Le contee del panhandle orientale furono più coinvolte nella guerra, con il controllo militare dell'area che cambiò più volte fazione nel corso del tempo.
L'area che divenne Virginia Occidentale rifornì quasi egualmente sia l'esercito federale che quello confederato, circa 22.000-25.000 persone in ognuno. Il governo di Wheeling reputò necessario togliere il diritto di voto nel 1865 ai confederati di ritorno, per mantenere il controllo. James Ferguson, che propose la legge, affermò che se non fosse stata posta in essere, avrebbe perso l'elezione per 500 voti. Le proprietà dei confederati potevano inoltre essere confiscate, e nel 1866 fu approvato un emendamento alla Costituzione che espropriava a coloro che avevano aiutato i confederati. Il XIV e XV emendamento alla Costituzione degli Stati Uniti d'America causarono reazioni nello stato. Il Partito Democratico si assicurò il controllo dello stato nel 1870, e nel 1871 fu abrogato l'emendamento del 1866, anche se i primi passi verso questa modifica erano stati percorsi dal Partito Repubblicano nel 1870. Il 22 agosto 1872 fu approvata una Costituzione interamente nuova.
A partire dall'era della ricostruzione e per diversi decenni dopo, i due stati discussero molto sulla suddivisione del debito del governo della Virginia pre-bellica, per i fondi che erano stati utilizzati per finanziare le infrastrutture pubbliche come canali, strade e ferrovie da parte dell'Agenzia dei Lavori Pubblici della Virginia. Gli abitanti della Virginia, guidati dall'ex generale confederato William Mahone, costituirono una coalizione politica che si fondava proprio su questo, ed era chiamata Readjuster Party. Nonostante la prima costituzione della Virginia Occidentale avesse posto le basi per l'assunzione di parte del debito della Virginia, i negoziati che si aprirono nel 1870 furono vani, e nel 1871 la Virginia finanziò due terzi del debito, e assegnò arbitrariamente il resto alla Virginia Occidentale. Il problema fu infine risolto nel 1915, quando la Corte Suprema degli Stati Uniti decise che la Virginia Occidentale doveva alla Virginia 12.393.929,50 dollari, cifra che fu finita di pagare nel 1939.

## Geografia fisica

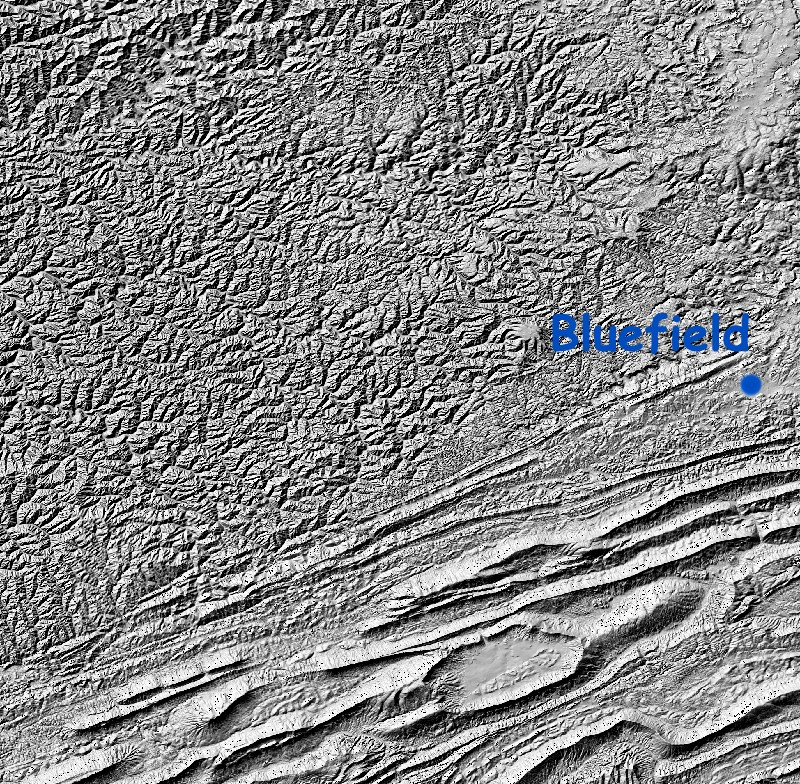
Mappa a colori sfumati dell'Altopiano del Cumberland e degli Ridge-and-valley Appalachians.

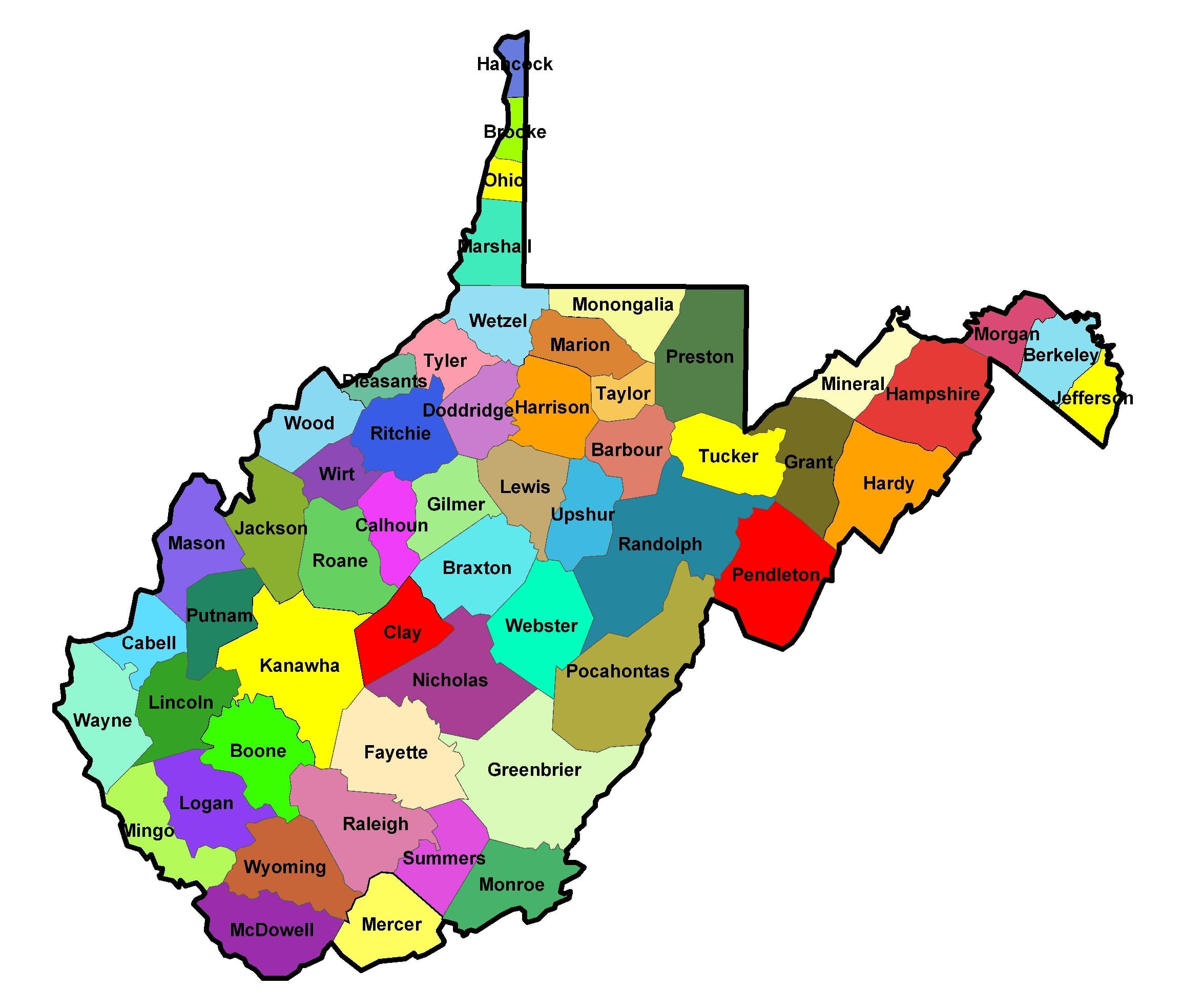
Mappa delle contee della Virginia Occidentale.

Situata sulla catena montuosa degli Appalachi, la Virginia Occidentale copre un'area di 62.755 km², con 62.361 km² di terra e 394 di acque, il che la rende il 41º stato per estensione. La Virginia Occidentale confina con la Pennsylvania e il Maryland a nord-est, con la Virginia a sud-est, con l'Ohio a nord-ovest e con il Kentucky a sud-ovest. Il confine più lungo è quello con la Virginia, 618 km, seguito con quello dell'Ohio (391 km), il confine con il Maryland è di 280 km, con la Pennsylvania 189 km e infine col Kentucky condivide 127 km.

### Geologia e terreno

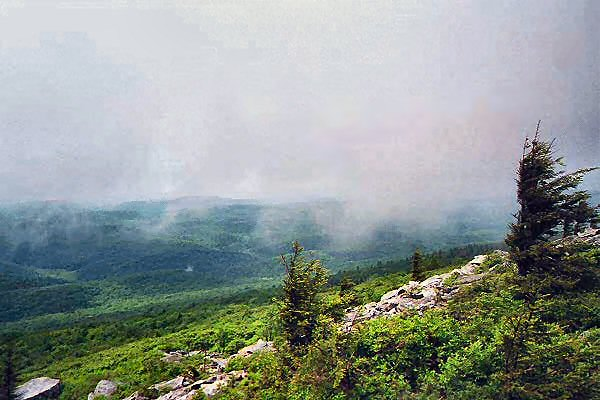
La cima del Spruce Knob è spesso coperta da nuvole.

La Virginia Occidentale si trova interamente nella regione degli Appalachi, e lo stato è quasi interamente montagnoso, il che giustifica il soprannome The Mountain State ("Lo Stato della Montagna") e il motto Montani Semper Liberi ("I montanari sono sempre liberi"). L'elevazione e l'asprezza del territorio scendono presso i grandi fiumi, come l'Ohio e lo Shenandoah. Circa il 75% dello stato all'interno delle regioni dell'Altopiano del Cumberland e degli Allegani; anche se i rilievi non sono alti, la regione dell'altipiano è molto aspra in molte aree. L'elevazione media della Virginia Occidentale è di circa 460 metri s.l.m., che è il più alto valore di tutti gli stati USA ad est del fiume Mississippi.
Sul confine orientale con la Virginia, le alte cime della regione della Monongahela National Forest danno vita ad un'isola di clima più freddo, oltre a ecosistemi simili a quelli del New England e del Canada orientale. Il picco di elevazione dello stato si trova a Spruce Knob, 1.482 metri, ed è coperto da una taiga di pini ad altitudini oltre i 1.200 metri. Spruce Knob sorge all'interno della Monongahela National Forest e da parte della Spruce Knob-Seneca Rocks National Recreation Area e all'interno della foresta si trovano un totale di sei aree naturalistiche. Al di fuori della foresta, a sud, il New River ha scavato un canyon di 300 metri di profondità, chiamato New River Gorge. Il National Park Service gestisce una porzione del canyon e del fiume, area che è stata designata come New River Gorge National River, ed è uno dei 15 fiumi in tutti gli Stati Uniti sotto questo livello di protezione.
Le altre aree sotto protezione e gestione sono:
| - Sentiero degli Appalachi - Bluestone National Scenic River - Canaan Valley National Wildlife Refuge - Chesapeake and Ohio Canal National Historical Park | - Gauley River National Recreation Area - George Washington National Forest - Harpers Ferry National Historical Park - Ohio River Islands National Wildlife Refuge |

La maggior parte della Virginia Occidentale è compresa nell'ecoregione delle foreste mesofite miste degli Appalachi, mentre le maggiori cime lungo il confine orientale e nel panhandle sono nelle foreste degli Appalachi e dei Monti Blue Ridge. La vegetazione nativa dello stato era composta in origine da foreste di querce, castagni, aceri, faggi, pini bianchi, oltre a salici e platani americani lungo le principali vie d'acqua. Molte aree sono ricche di biodiversità e bellezze scenografiche, e questo è molto apprezzato dai nativi della Virginia Occidentale, che si riferiscono al loro stato con il soprannome Almost Heaven ("Quasi Paradiso", tratto dalla canzone "Take Me Home, Country Roads" di John Denver). Prima della canzone, lo stato era conosciuto come "The Cog State" (Cog viene da Coal, Oil, and Gas, cioè "Carbone, Petrolio e Gas") o "The Mountain State".
Gli strati rocciosi sotterranei sono di arenaria, shale, carbone e calcare, disposti su strati simili a quelli delle zone costiere a partire da sedimenti derivati dalle montagne ad est. Alcuni strati mostrano un ambiente di paludi costiere, alcuni delta di fiumi e acque poco profonde. Il livello del mare crebbe e diminuì molte volte durante le ere del Mississippiano e del Pennsylvaniano, formando una varietà di strati rocciosi. La catena degli Appalachi è una delle più antiche della terra, essendosi formata più di 300 milioni di anni fa.

### Clima

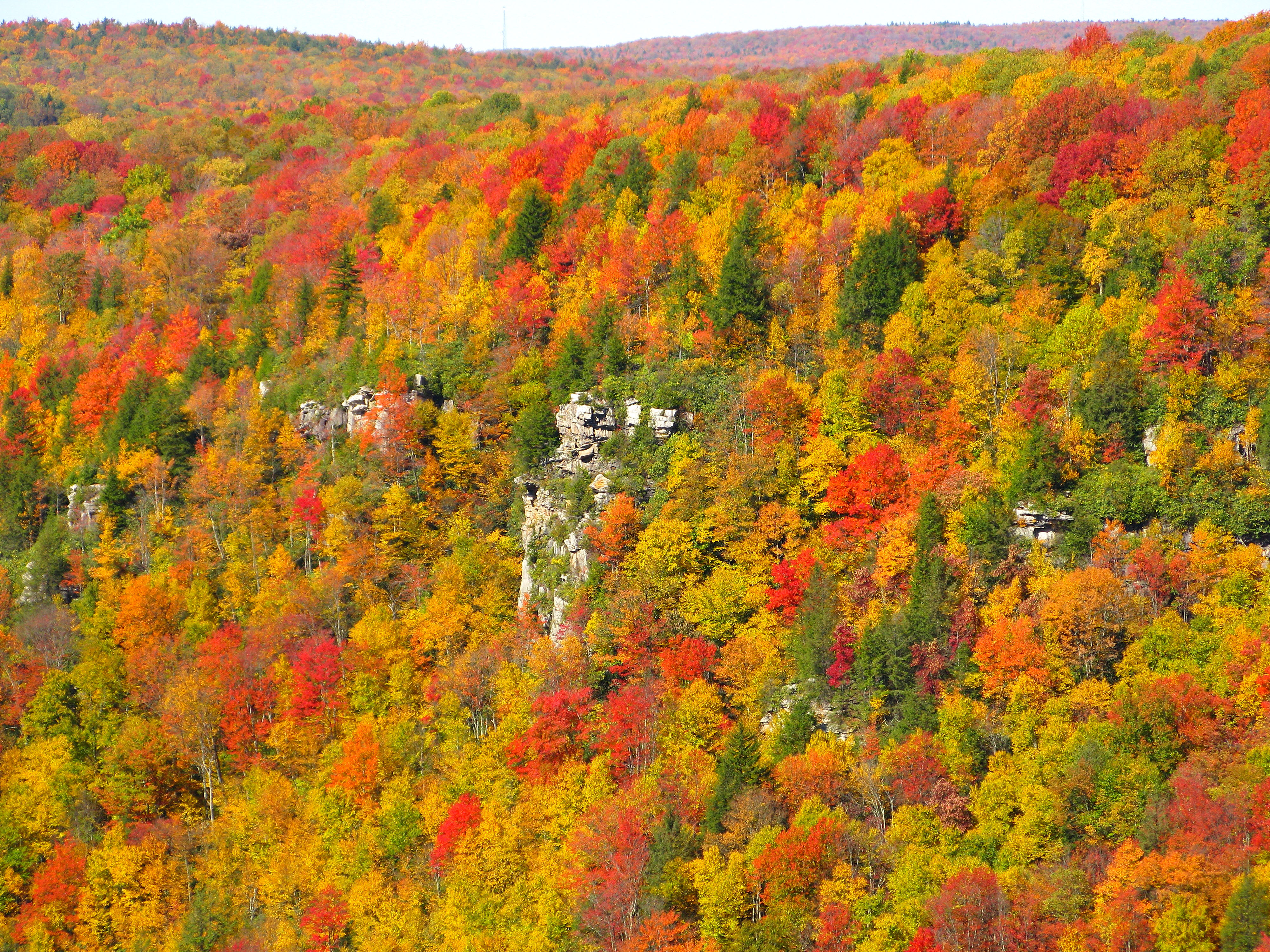
Il Blackwater Canyon in autunno.

Il clima della Virginia Occidentale è subtropicale umido (classificazione dei climi di Köppen Cfa) ad alcune delle altitudini più basse, principalmente nella parte sud-occidentale dello stato (comprese Huntington e Charleston), insieme a parti del panhandle orientale ad est degli Appalachi, con estati calde ed umide e inverni più miti. Il resto dello stato ha generalmente un clima umido continentale (classificazione di Köppen Dfa, che diviene Dfb sulle cime più alte) con estati da tiepide a calde e inverni freschi o freddi, che diventano sempre più aspri ad elevazioni maggiori. Alcune regioni collinari nel sud hanno un clima montano temperato (Köppen Cfb), e qui le temperature invernali sono più moderate e quelle estive sono più fresche. In tutto lo stato, tuttavia, il clima è soggetto a cambiamenti: la zona di rusticità varia dalla zona 5b sugli Appalachi centrali fino alla zona 7a nelle parti più tiepide delle zone pianeggianti. Nel panhandle orientale e nella valle del fiume Ohio le temperature sono tiepide a sufficienza da permettere la crescita di piante sub-tropicali come la magnolia meridionale (magnolia grandiflora), il mirto, l'albizia julibrissin, lo storace americano e, occasionalmente, alcuni tipi di palme; queste piante non prosperano in altre parti dello stato. In alcune parti dello stato cresce anche il cactus opuntia.
Le temperature medie di gennaio variano da circa -4 °C presso il fiume Cheat fino ai 5 °C lungo parti del confine col Kentucky. Le temperature medie di luglio variano dai 19 °C lungo il ramo nord del fiume Potomac ai 24 °C nella parte occidentale dello stato. Sulle montagne il clima si mantiene più fresco che nelle parti pianeggianti dello stato. La più alta temperatura mai registrata nello stato è di 44 °C, presso Martinsburg, verificata il 10 luglio 1936, mentre la temperatura più bassa registrata è di -38 °C a Lewisburg, il 30 dicembre 1917.
Le precipitazioni annue variano da meno di 81 cm nella parte orientale a più di 140 cm nelle parti più alte sul Fronte degli Allegani; poco più della metà delle precipitazioni avviene tra aprile e settembre. In molte valli della Contea di Kanawha è comune una fitta nebbia, specialmente nella Tygart Valley. La Virginia Occidentale è anche uno degli stati più nuvolosi della nazione, con città come Elkins e Beckley che si posizionano nona e decima negli Stati Uniti per il numero di giorni nuvolosi all'anno (oltre 210). Oltre al cielo frequentemente nuvoloso causato dagli Allegani, la Virginia Occidentale ha anche le precipitazioni più frequenti della nazione, con Snowshoe che in media conta 200 giorni l'anno con pioggia o neve. La neve solitamente dura pochi giorni nella parte pianeggiante dello stato, ma può permanere per settimane nelle aree montagnose; annualmente si contano in media 86 cm di neve a Charleston, anche se durante l'inverno del 1995-1996 nevicò più del triplo, e furono stabiliti diversi record di nevicate in molte città dello stato. Le nevicate medie sulle colline degli Allegani possono arrivare a circa 460 cm l'anno. Le condizioni climatiche avverse sono meno prevalenti nella Virginia Occidentale rispetto agli altri stati orientali degli USA, e lo stato si posiziona come quello meno colpito dai tornado ad est delle Montagne Rocciose.

## Origini del nome
Durante la Guerra civile americana, 39 contee della Virginia votarono per creare un nuovo stato piuttosto di unirsi alla Confederazione (gli stati meridionali): inizialmente lo stato, ufficialmente formato nel 1863, doveva chiamarsi Kanawha, ma successivamente si decise di tenere il riferimento alla Virginia.

## Economia

### Visione generale
L'economia delle Virginia nominalmente sarebbe la 62º maggiore economia del mondo, subito dopo l'Iraq e prima della Croazia, secondo le proiezioni della Banca Mondiale, e la 63º maggiore economia tra Iraq e Libia secondo le proiezioni del 2009 del Fondo Monetario Internazionale. Lo stato ha un prodotto interno lordo (PIL) di 63,34 miliardi di dollari (dato del 2009) secondo la relazione del 2010 del Bureau of Economic Analysis, e un PIL reale di 55,04 miliardi. La crescita reale del PIL dello stato del 2009, allo 0,7%, fu la settima migliore degli USA. La Virginia Occidentale fu uno dei dieci stati che nel 2009 crebbero economicamente.
Mentre nel 2009 il PIL pro capite diminuì del 2,6% negli USA nel complesso, quello della Virginia Occidentale crebbe del 1,8%. Nella prima metà del 2010, le esportazioni dallo stato raggiunsero i 3 miliardi di dollari, con una crescita del 39,5% sullo stesso periodo dell'anno precedente, e oltre la media nazionale del 15,7%.
Morgantown fu quotata da Forbes in decima posizione come migliore piccola città degli USA in cui commerciare nel 2010. La città è anche sede dell'Università della Virginia Occidentale, la novantacinquesima migliore università pubblica secondo il U.S. News & World Report del 2011. La proporzione della popolazione adulta della Virginia Occidentale con un Bachelor's degree è la più bassa degli Stati Uniti, con una percentuale del 17,3%.
Le imposte nette sul reddito delle società ammontano all'8,5%, ed è in programma una riduzione al 6,5% per il 2014, mentre i costi societari sono al 13%, sotto la media nazionale.

### Turismo
Lo stato ha un ambiente che riflette la sua topografia temperata. I siti turistici comprendono il New River Gorge Bridge, Harpers Ferry National Historical Park e molti parchi statali. The Greenbrier hotel, originariamente costruito nel 1778, è stato a lungo considerato un hotel di lusso frequentato da numerosi leader mondiali e presidenti degli Stati Uniti nel corso degli anni. Nella Virginia Occidentale si trova il Radiotelescopio di Green Bank presso il National Radio Astronomy Observatory. Nello stato si trova anche il più grande edificio in arenaria realizzato a mano, secondo solo al Cremlino di Mosca. Si tengono anche visite guidate al Trans-Allegheny Lunatic Asylum, considerato National Historic Landmark (sito di interesse nazionale storico).

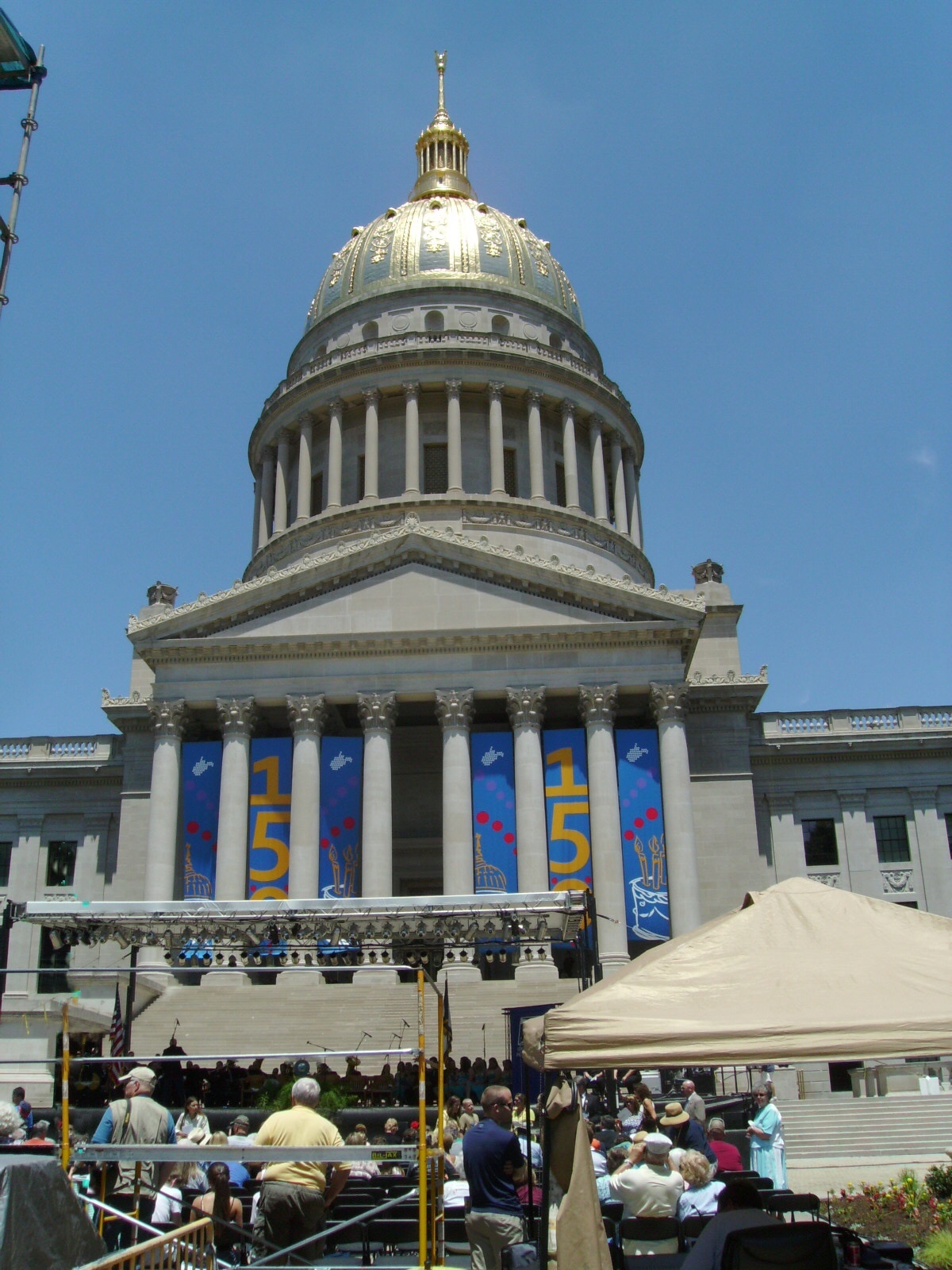
150º anniversario dello stato della Virginia Occidentale.

### Risorse

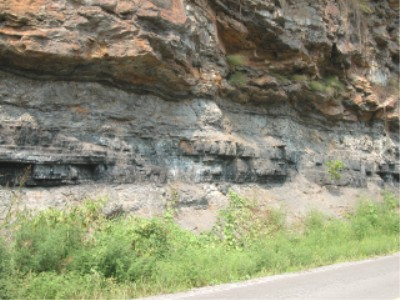
Giacimento di carbone bituminoso nella Virginia Occidentale sud-occidentale.

Una delle principali risorse dello stato è il carbone. Secondo la Energy Information Administration, la Virginia Occidentale è un grande produttore di carbone degli Stati Uniti, secondo solo al Wyoming. Lo stato produce anche grandi quantità di gas naturale e di petrolio. La Virginia Occidentale si trova al cuore del Giacimento di Gas Naturale della Formazione Marcellus, che si estende dal Tennessee verso nord fino a New York nel mezzo degli Appalachi.
Le ferrovie erano un tempo uno dei più grossi acquirenti di carbone, necessario per il funzionamento delle locomotive a vapore, ma queste sono state sostituite dal locomotive diesel. Il carbone è oggi poco usato anche per il riscaldamento domestico. Gran parte del carbone viene oggi impiegato dalle centrali per la produzione di elettricità. Quasi tutta l'elettricità generata nello stato viene infatti da centrali alimentate a carbone; la Virginia Occidentale produce un surplus di energia, ed è tra i primi stati in quanto a esportazioni di elettricità. L'agricoltura è anche praticata nella Virginia Occidentale, ma in maniera molto limitata a causa della conformazione montagnosa di gran parte dello stato.
L'industria del legname ha un ruolo importante nello stato, a causa della sovrappopolazione di foreste decidue. Quercia, ciliegio, pioppo, maple e pino sono solo alcune delle varietà di alberi coltivate nello stato.

#### Energie verdi
La Virginia Occidentale ha un potenziale di generazione di 4.952 GWh/anno con 1.883 MW installati di generatori eolici, che sfruttano turbine da 80 metri, oltre a 8.627 GWh/anno a partire da 2.772 MW di turbine da 100 metri, e 60.000 GWh/anno da 40.000 MW installati di fotovoltaico, inclusi 3.810 MW di pannelli installati su edifici.
|      |               | Generazione eolica della Virginia Occidentale (GWh, milioni di kWh) | Generazione eolica della Virginia Occidentale (GWh, milioni di kWh) | Generazione eolica della Virginia Occidentale (GWh, milioni di kWh) | Generazione eolica della Virginia Occidentale (GWh, milioni di kWh) | Generazione eolica della Virginia Occidentale (GWh, milioni di kWh) | Generazione eolica della Virginia Occidentale (GWh, milioni di kWh) | Generazione eolica della Virginia Occidentale (GWh, milioni di kWh) | Generazione eolica della Virginia Occidentale (GWh, milioni di kWh) | Generazione eolica della Virginia Occidentale (GWh, milioni di kWh) | Generazione eolica della Virginia Occidentale (GWh, milioni di kWh) | Generazione eolica della Virginia Occidentale (GWh, milioni di kWh) | Generazione eolica della Virginia Occidentale (GWh, milioni di kWh) | Generazione eolica della Virginia Occidentale (GWh, milioni di kWh) |
| Anno | Capacità (MW) | Totale                                                              | Gen                                                                 | Feb                                                                 | Mar                                                                 | Apr                                                                 | Mag                                                                 | Giu                                                                 | Lug                                                                 | Ago                                                                 | Set                                                                 | Ott                                                                 | Nov                                                                 | Dic                                                                 |
| ---- | ------------- | ------------------------------------------------------------------- | ------------------------------------------------------------------- | ------------------------------------------------------------------- | ------------------------------------------------------------------- | ------------------------------------------------------------------- | ------------------------------------------------------------------- | ------------------------------------------------------------------- | ------------------------------------------------------------------- | ------------------------------------------------------------------- | ------------------------------------------------------------------- | ------------------------------------------------------------------- | ------------------------------------------------------------------- | ------------------------------------------------------------------- |
| 2009 | 330           | 742                                                                 | 86                                                                  | 86                                                                  | 69                                                                  | 71                                                                  | 31                                                                  | 49                                                                  | 49                                                                  | 32                                                                  | 46                                                                  | 71                                                                  | 68                                                                  | 86                                                                  |
| 2010 | 431           | 939                                                                 | 92                                                                  | 79                                                                  | 85                                                                  | 86                                                                  | 66                                                                  | 69                                                                  | 49                                                                  | 33                                                                  | 66                                                                  | 114                                                                 | 89                                                                  | 112                                                                 |
| 2011 | 564           | 1.099                                                               | 102                                                                 | 113                                                                 | 112                                                                 | 114                                                                 | 49                                                                  | 62                                                                  | 45                                                                  | 65                                                                  | 60                                                                  | 122                                                                 | 124                                                                 | 132                                                                 |
| 2012 | 583           | 1286                                                                | 201                                                                 | 147                                                                 | 136                                                                 | 130                                                                 | 59                                                                  | 90                                                                  | 85                                                                  | 41                                                                  | 65                                                                  | 98                                                                  | 100                                                                 | 133                                                                 |
| 2013 | 583           | 1387                                                                | 175                                                                 | 154                                                                 | 174                                                                 | 140                                                                 | 134                                                                 | 78                                                                  | 55                                                                  | 58                                                                  | 52                                                                  | 58                                                                  | 159                                                                 | 152                                                                 |
| 2014 | 583           | 1451                                                                | 166                                                                 | 146                                                                 | 167                                                                 | 143                                                                 | 100                                                                 | 62                                                                  | 76                                                                  | 64                                                                  | 67                                                                  | 154                                                                 | 157                                                                 | 149                                                                 |
| 2015 | 583           | 1376                                                                | 158                                                                 | 137                                                                 | 181                                                                 | 137                                                                 | 75                                                                  | 103                                                                 | 65                                                                  | 44                                                                  | 71                                                                  | 122                                                                 | 147                                                                 | 136                                                                 |
| 2016 | 686           | 1432                                                                | 166                                                                 | 164                                                                 | 134                                                                 | 120                                                                 | 74                                                                  | 92                                                                  | 69                                                                  | 57                                                                  | 67                                                                  | 130                                                                 | 135                                                                 | 222                                                                 |
| 2017 | 686           | 1682                                                                | 124                                                                 | 123                                                                 | 171                                                                 | 174                                                                 | 152                                                                 | 140                                                                 | 112                                                                 | 52                                                                  | 70                                                                  | 116                                                                 | 167                                                                 | 211                                                                 |
| 2018 | 686           | 1779                                                                | 191                                                                 | 181                                                                 | 183                                                                 | 180                                                                 | 138                                                                 | 132                                                                 | 97                                                                  | 108                                                                 | 106                                                                 | 144                                                                 | 160                                                                 | 160                                                                 |
| 2019 |               |                                                                     | 160                                                                 | 131                                                                 | 144                                                                 | 185                                                                 | 152                                                                 | 162                                                                 |                                                                     |                                                                     |                                                                     |                                                                     |                                                                     |                                                                     |

Fonte:

## Politica
La capitale è Charleston, nel sud ovest dello Stato. La legislatura è bicamerale, composta da una Camera dei Delegati e da un Senato. L'attività dei legislatori non è a tempo pieno ma part-time, di conseguenza essi svolgono un altro lavoro a tempo pieno nella comunità di residenza, in netto contrasto con quanto avviene negli stati confinanti di Pennsylvania, Maryland, e Ohio. Tipicamente la legislatura è in sessione tra gennaio e l'inizio di aprile. Il resto dell'anno vede i legislatori riunirsi periodicamente per discutere di questioni che verranno dibattute nella sessione regolare successiva. Il Governatore viene eletto ogni quattro anni, lo stesso giorno del Presidente degli Stati Uniti d'America, e giura a gennaio.
Nella Virginia Occidentale non è in vigore la pena di morte, definitivamente abolita nel 1965.

### Orientamento dell'elettorato
A livello statale, almeno fino al 2000 la vita politica della Virginia Occidentale è stata largamente dominata dal Partito Democratico, che ha detenuto la carica di governatore fino al 2017 (anno in cui Jim Justice, eletto inizialmente con i democratici, è passato nel corso dei suoi primi mesi di mandato nuovamente ai repubblicani), oltre che entrambe le maggioranze di Camera e Senato nello stato. Prima del 2000, la Virginia Occidentale era considerata una roccaforte democratica anche a livello nazionale: dal 1932 al 1996 lo stato fu vinto infatti dai repubblicani solo tre volte, nel 1956, 1972 e 1984.
Col passare del tempo, la progressiva polarizzazione dei due maggiori partiti tra progressismo (per i democratici) e conservatorismo (per i repubblicani) ha ribaltato le proporzioni: dalle elezioni presidenziali negli Stati Uniti d'America del 2000, gli abitanti della Virginia Occidentale sostengono i candidati repubblicani in ogni elezione presidenziale. Lo stato ha finito quindi per essere considerato "fortemente rosso" (deep red), ossia compattamente schierato coi repubblicani nelle elezioni federali. Alle elezioni del 2020 il repubblicano Donald Trump ha vinto nello stato sconfiggendo il democratico Joe Biden di quasi 40 punti percentuali.
Al contempo, la delegazione parlamentare è parimenti passata in mano repubblicana: tutti i seggi dello stato alla Camera dei Rappresentanti sono diventati "rossi", mentre al Senato resiste Joe Manchin, che seppure ha lasciato il Partito Democratico nel 2024, rimane membro del Caucus Democratico del Senato. Egli ha comunque annunciato che non si ricandiderà alle elezioni del 2024. 
La Chiesa Evangelica comprendeva il 52% dei votanti dello stato nel 2008. Un sondaggio del 2005 mostrò che il 53% degli elettori della Virginia Occidentale sono antiabortisti, la settima percentuale più alta negli USA. Nel 2006, solo il 16% era favorevole al matrimonio fra persone dello stesso sesso. Nel 2008, il 58% era favorevole al ritiro delle truppe dall'Iraq, mentre il 32% desiderava che le truppe rimanessero. Sulle politiche fiscali del 2008, il 52% pensava che l'innalzamento delle tasse per le persone più ricche avrebbe favorito l'economia, mentre il 45% non era d'accordo.

## Infrastrutture e trasporti

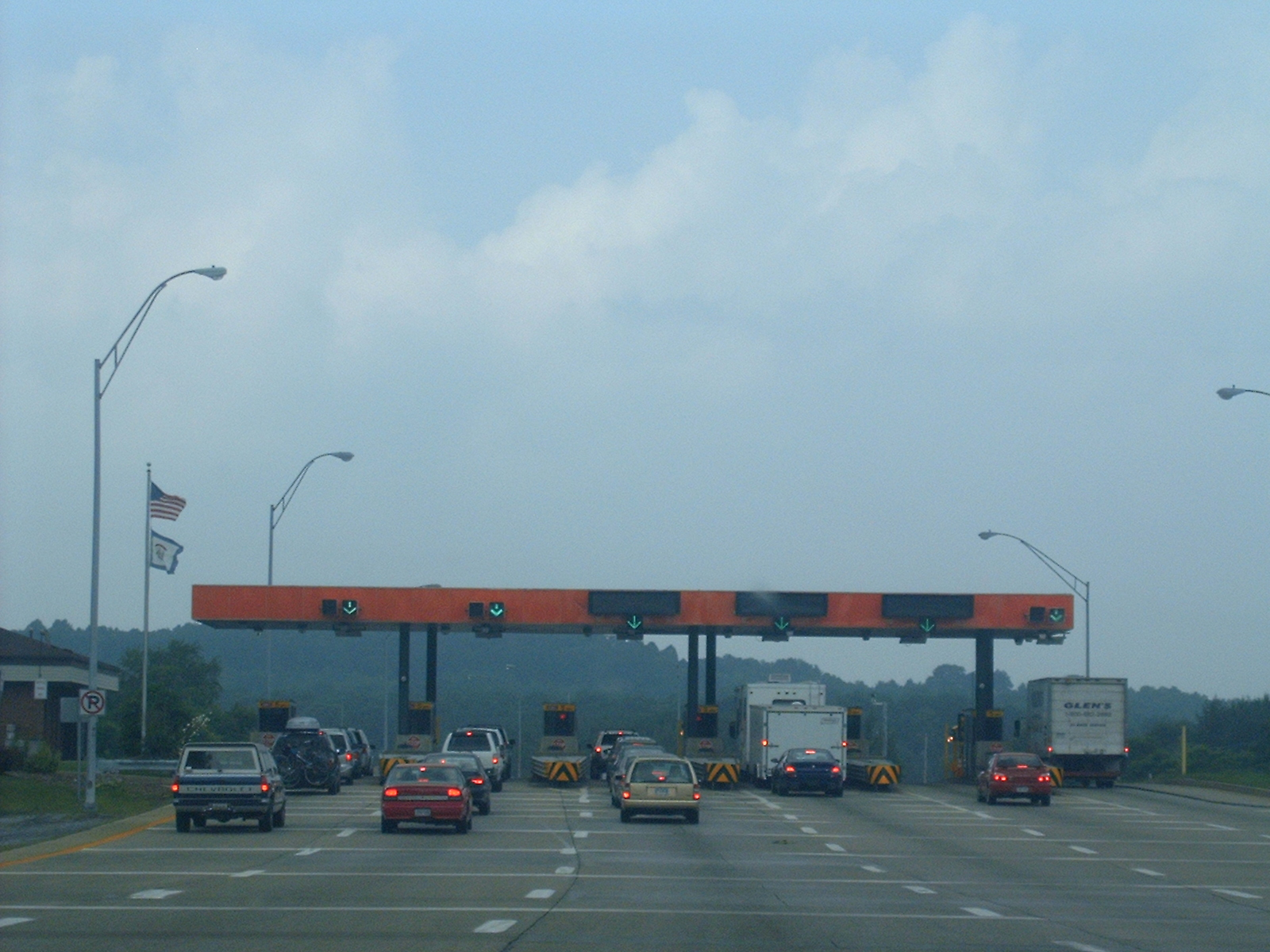
Casello sulla West Virginia Turnpike.

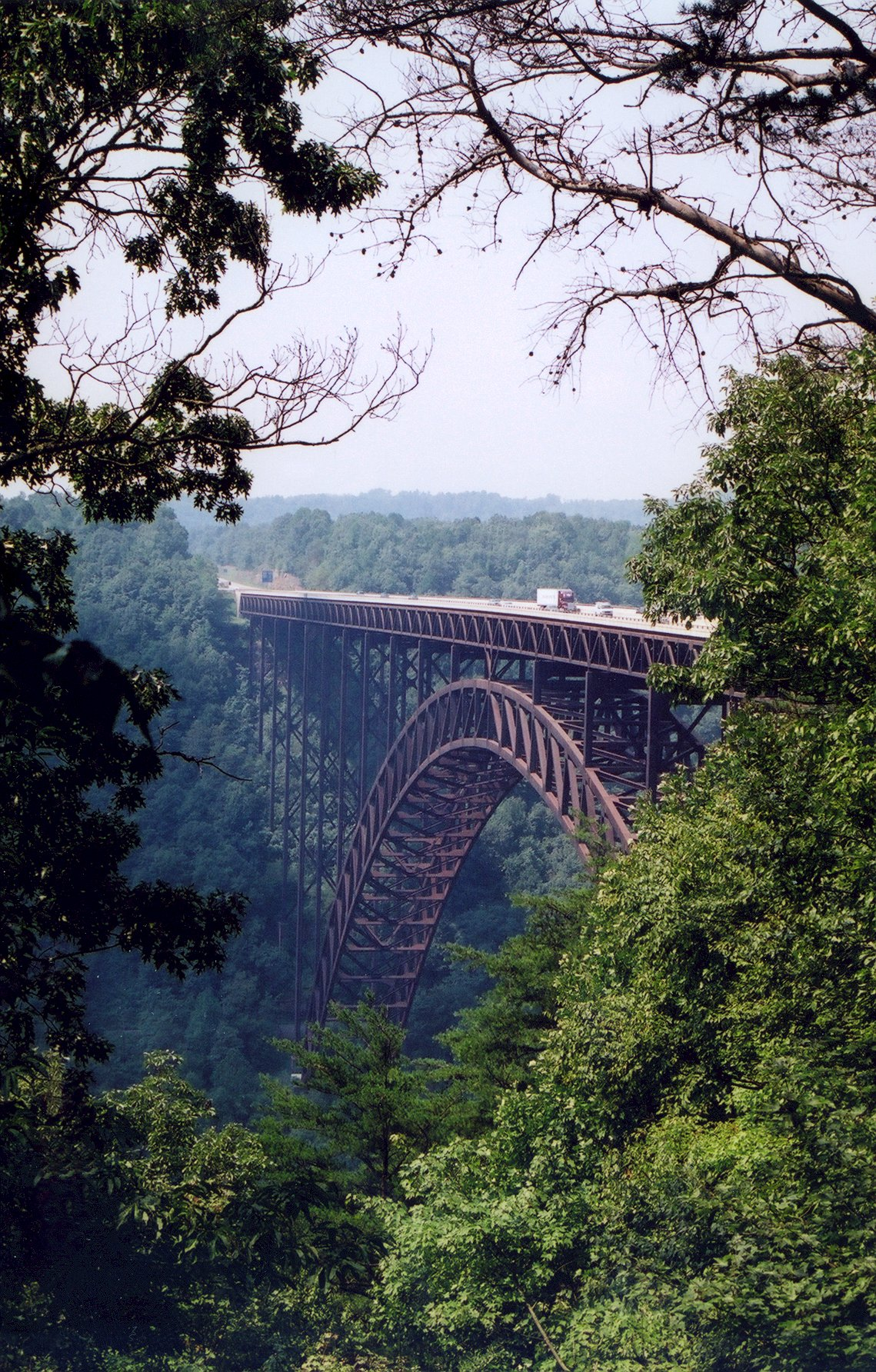
Il New River Gorge Bridge.

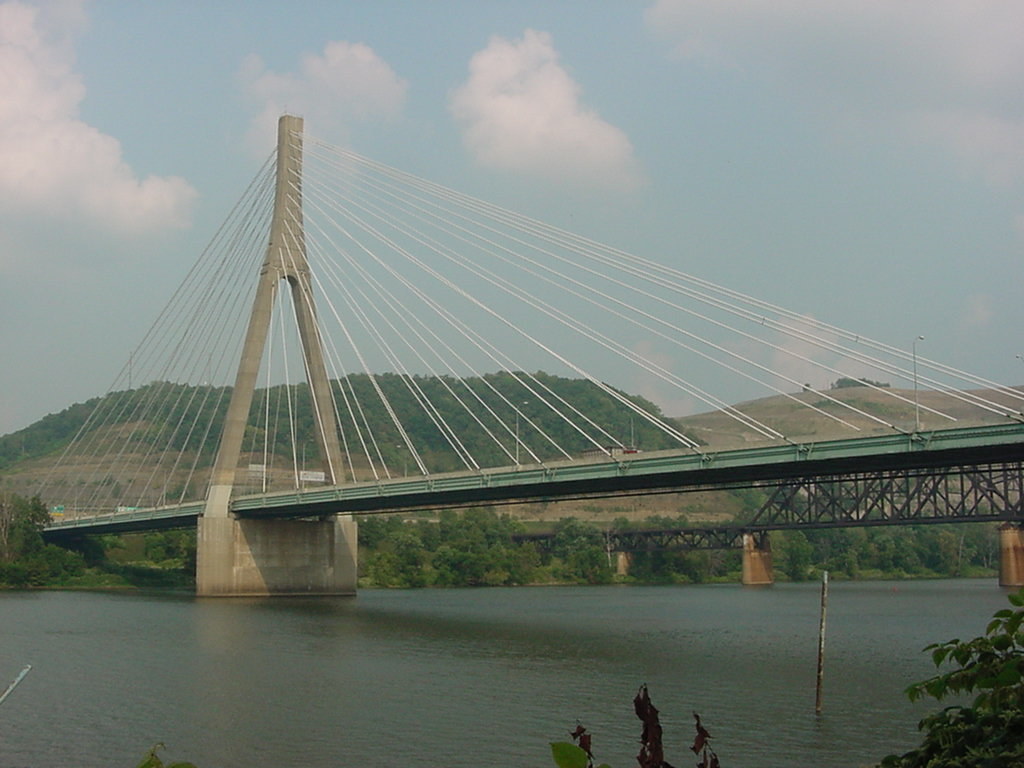
Il Veterans Memorial Bridge viene attraversato dalla US 22 tra Weirton e Steubenville, Ohio. È simile nel design al nuovo ponte che collega Proctorville, in Ohio, con Huntington, tramite la US 60.

Le autostrade costituiscono lo scheletro del sistema di trasporti della Virginia Occidentale, con oltre 60.000 km di strade pubbliche. Aeroporti, ferrovie e fiumi completano la rete commerciale dello stato; il trasporto aereo commerciale è incentrato negli aeroporti di Charleston, Huntington, Morgantown, Beckley, Lewisburg, Clarksburg e Parkersburg, anche se solo i primi due sono sovvenzionati dall'Essential Air Service. Le città di Charleston, Huntington, Beckley, Wheeling, Morgantown, Clarksburg, Parkersburg e Fairmont hanno reti di trasporto pubblico effettuato con autobus, e i sistemi di trasporto di Huntington e Charleston operano congiuntamente un servizio di intercollegamento due volte al giorno.
L'Università della Virginia Occidentale a Morgantown vanta il trasporto rapido personale di Morgantown, l'unico sistema di trasporto pubblico personale su rotaia dello stato. Sviluppato da Boeing, dalla Scuola di Ingegneria della WVU e dal Dipartimento dei Trasporti degli Stati Uniti d'America, è stato un modello per il trasporto leggero a bassa capacità per le piccole cittadine. Le opportunità di trasporto per scopi ricreativi abbondano nello stato, comprendendo itinerari per escursioni, percorsi verdi, all-terrain vehicle per percorsi fuoristrada, fiumi per praticare il rafting, e due ferrovie turistiche (Cass Scenic Railroad State Park e la Potomac Eagle Scenic Railroad).
La Virginia Occidentale è attraversata da sei autostrade: la I-64 entra nello stato presso White Sulphur Springs nella parte montagnosa ad est, e ne esce verso il Kentucky ad ovest, presso Huntington. La I-77 entra dalla Virginia a sud presso Bluefield; corre a nord attraverso Parkersburg prima di passare nell'Ohio. La I-64 e la I-77, tra Charleston e Beckley, si uniscono come strada a pedaggio nota come West Virginia Turnpike, che continua solo come I-77 tra Beckley e Princeton. Il Turnpike fu costruito a partire dal 1952 come strada a due corsie, ma fu ricostruita a partire dal 1974 secondo gli standard autostradali, ed oggi non rimane quasi nulla della costruzione originaria. Il termine occidentale della I-68 è presso Morgantown, e da qui prosegue verso est nel Maryland; alla fine della I-68 a Morgantown si unisce anche la I-79, che proviene dalla Pennsylvania e attraversa lo stato fino al suo capo meridionale presso Charleston. La I-70 attraversa per pochi chilometri la Virginia Occidentale, entrando nel panhandle settentrionale attraverso Wheeling, mentre la I-470 funge da tangenziale di Wheeling (il che consente di annoverare Wheeling tra le più piccole città che hanno una tangenziale formata da una Interstate). La I-81 attraversa anch'essa brevemente la Virginia Occidentale attraverso il panhandle orientale, dove passa per Martinsburg.
Alle interstate si aggiungono altre strade costruite sotto il sistema del Corridoio degli Appalachi, di cui quattro sono completi. Il Corridoio D, nel quale corre la US 50, si estende dal fiume Ohio fino alla I-77 a Parkersburg e alla I-79 a Clarksburg. Il Corridoio G, nel quale passa la US 199, va da Charleston al confine con il Kentucky, presso Williamson. Il Corridoio L, contenente la US 19, va dal Turnpike presso Beckley fino alla I-79 presso Sutton, e fornisce una scorciatoia di circa 40 miglia evitando il traffico urbano di Charleston per i viaggiatori da e per la Florida. Il Corridoio Q, nel quale passa la US 460, corre attraverso la Contea di Mercer, entrando nello stato dalla Contea di Giles e rientrando poi in Virginia nella Contea di Tazewell.
I lavori sono ancora in corso sul Corridoio H, sul quale passerà la US 48 da Weston al confine con la Virginia, presso Wardenswville. Al 2013, sono complete solo una parte da Weston a Elkins, e un'altra da Wardensville a Scher. Tra gli altri progetti in fase di realizzazione ci sono la costruzione della quarta corsia sulla US 35 da Scott Depot fino al fiume Ohio, presso Point Pleasant, completa circa per i due terzi. Anche l'aggiunta della quarta corsia sulla WV 10 da Logan a Man e sulla WV 80 da Man a Gilbert sono complete per un terzo. È prevista anche la realizzazione della quarta corsia sulla US 52 da Bluefield a Williamson, conosciuta come "Autostrada del Carbone del Re", e da Williamson a Huntington, conosciuta come "Autostrada Tolsia". Anche il progetto noto come "Coalfields Expressway", che comprenderà la US 121 da Beckley verso ovest attraverso le contee di Raleigh, di Wyoming e di McDowell, ed entrerà in Virginia presso Bishop.
Le linee ferroviarie nello stato erano molto diffuse, ma molte di esse sono state soppresse a causa del crescente traffico automobilistico. Molte vecchie ferrovie sono state convertite in "vie verdi" ad uso ricreativo, anche se le aree industriali sfruttano ancora molto il traffico ferroviario. Il Cardinal di Amtrak corre parallelamente alla I-64 lungo tutto lo stato. I treni "MARC" (Maryland Area Regional Commuter) offrono servizio ai pendolari del panhandle orientale dello stato. Nel 2006, Norfolk Southern insieme allo stato della Virginia Occidentale e al Governo degli Stati Uniti approvò un piano per modificare molti dei tunnel ferroviari dello stato, specialmente nella parte meridionale, per permettere di stoccare più containers sui treni.
A causa della conformazione montagnosa dell'intero stato, la Virginia Occidentale presenta numerosi tunnel e ponti. Il più famoso di questi è il New River Gorge Bridge, che fu il più lungo ponte a singola arcata in acciaio del mondo, con un'estensione di 924 metri ed è rappresentato anche sullo state quarter della Virginia Occidentale. Il Fort Steuben Bridge (Weirton-Steubenville Bridge) fu all'epoca della sua costruzione uno dei tre ponti a capriata in acciaio degli Stati Uniti; dal 2009, anno in cui il Fort Steuben Bridge raggiunse gli 80 anni, è chiuso permanentemente. Il Wheeling Suspension Bridge fu il primo ponte costruito sul fiume Ohio nel 1849 e all'epoca era il più lungo ponte sospeso del mondo; oggi, il più vecchio ponte veicolare a sospensione degli Stati Uniti.

## Maggiori città

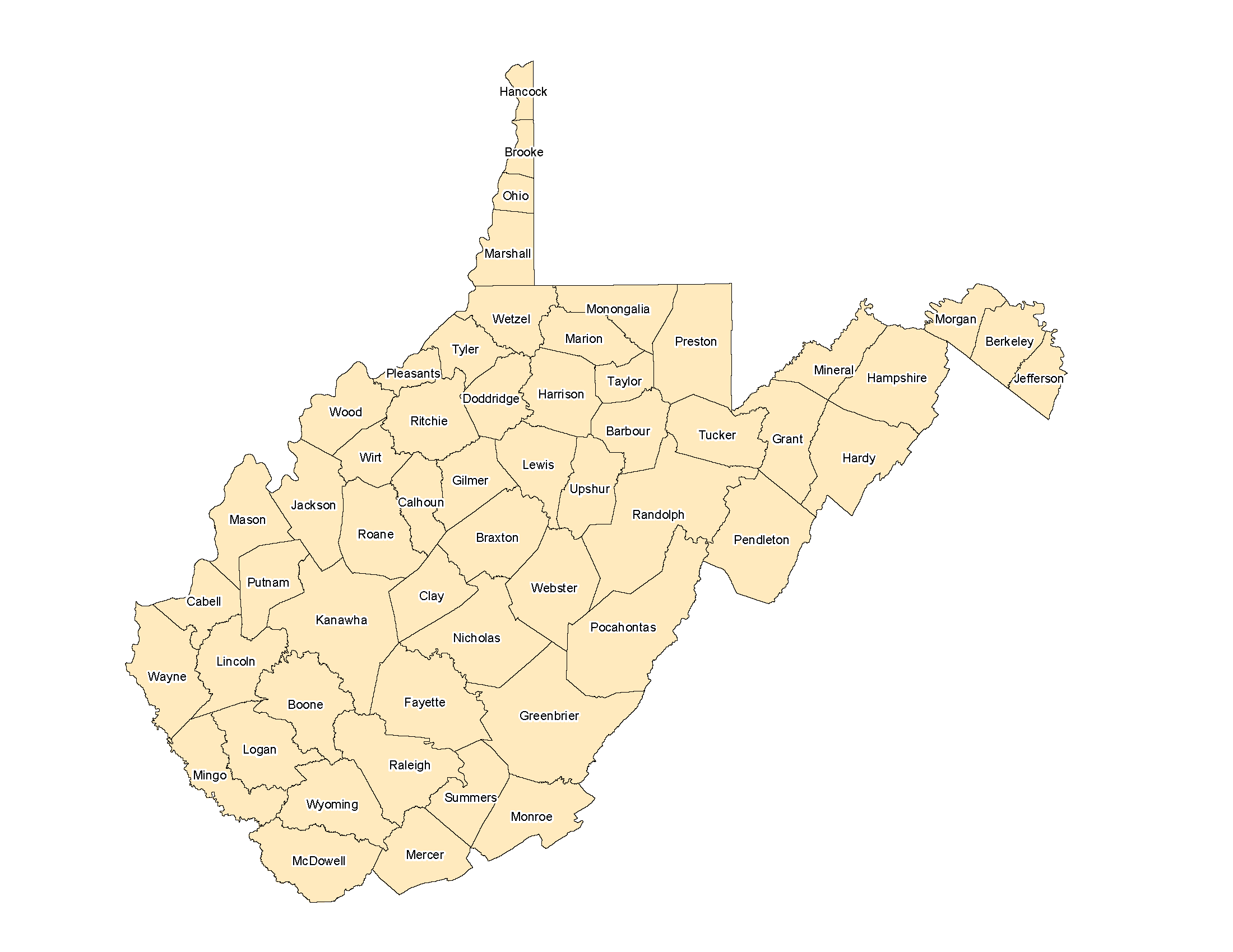
Confini delle contee della Virginia Occidentale

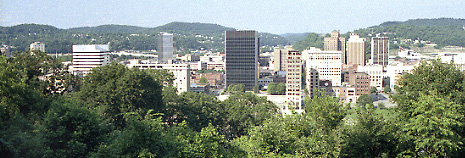
Charleston, la città più popolosa della Virginia Occidentale

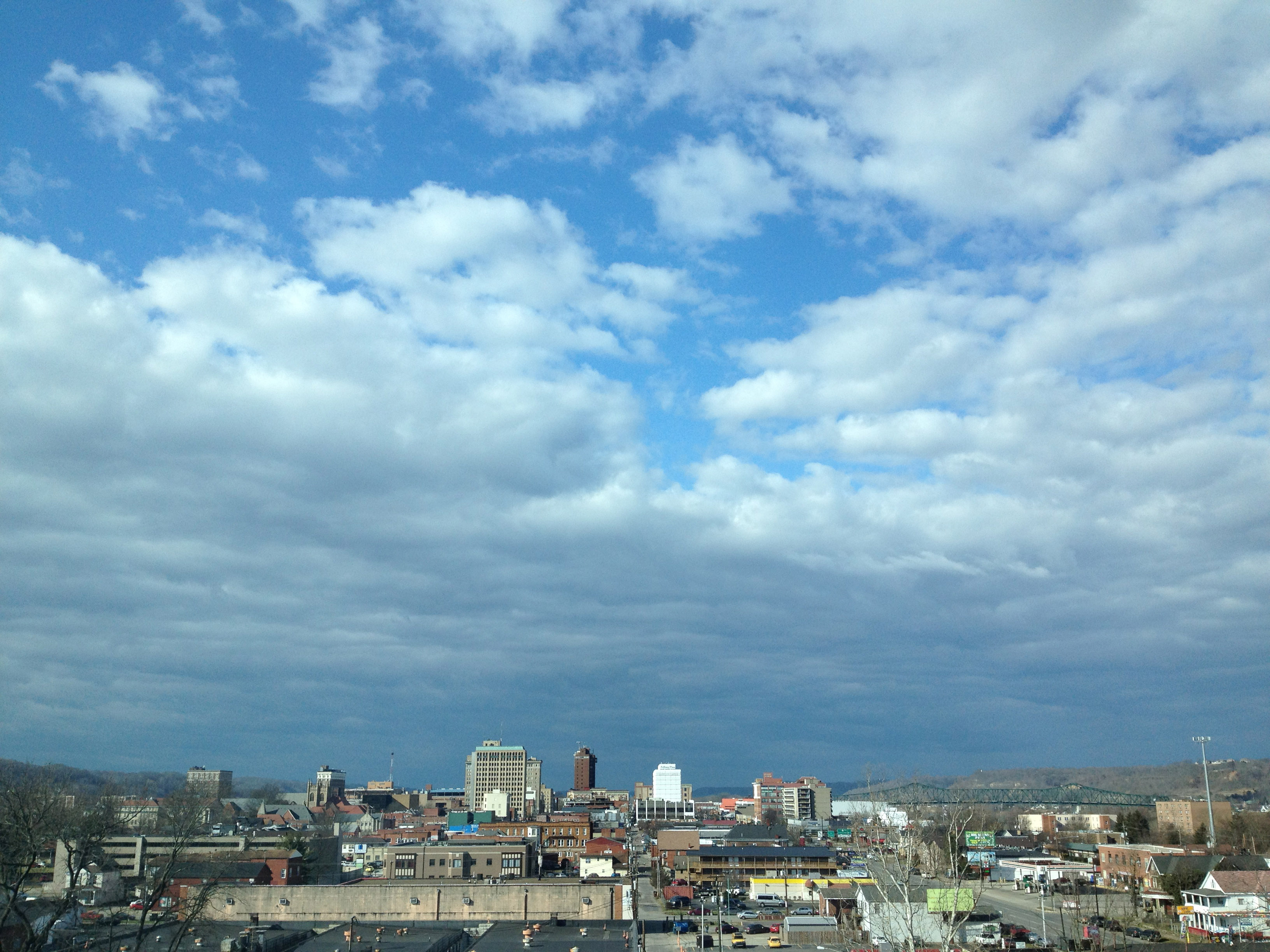
Huntington

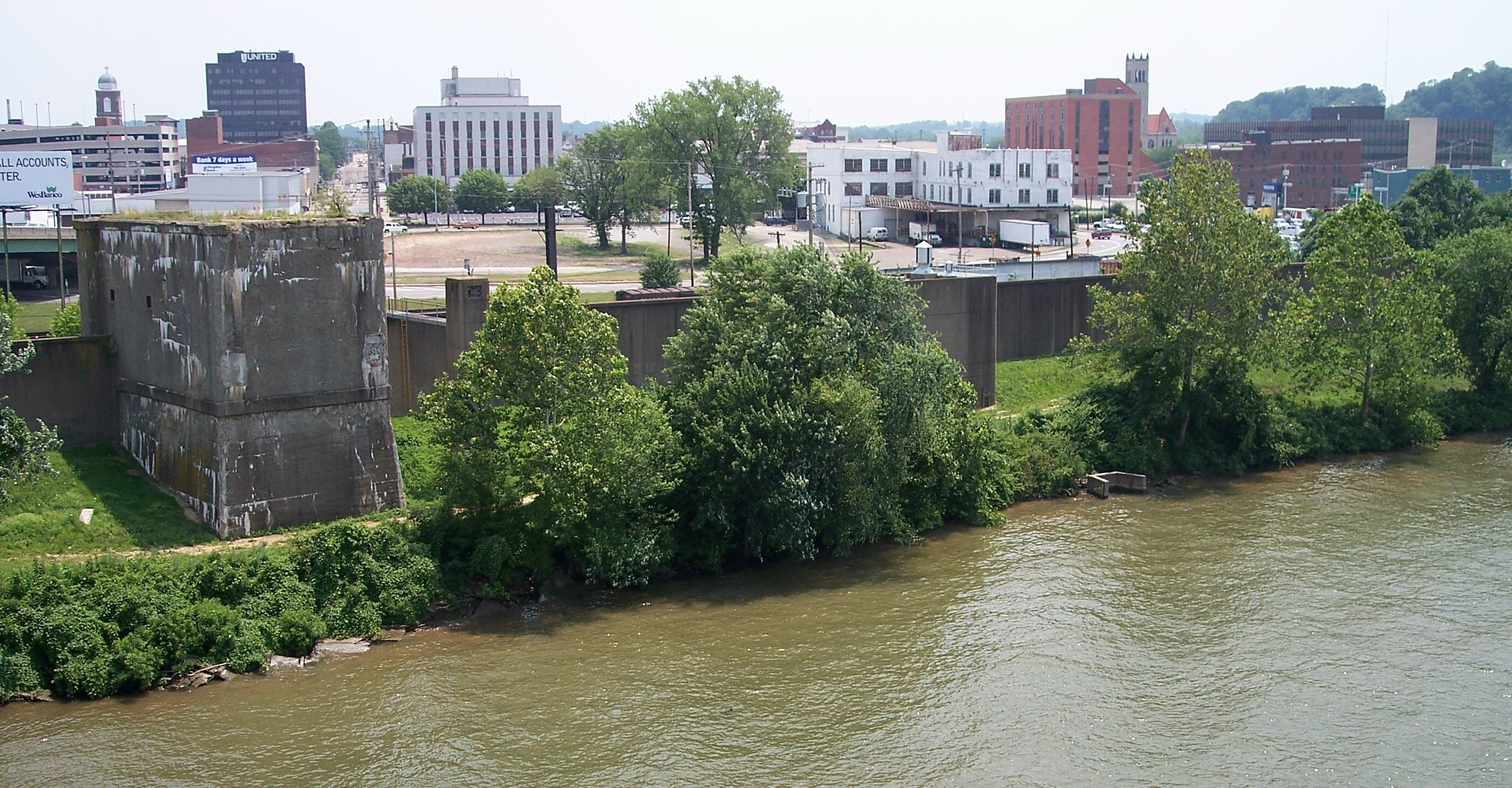
Parkersburg

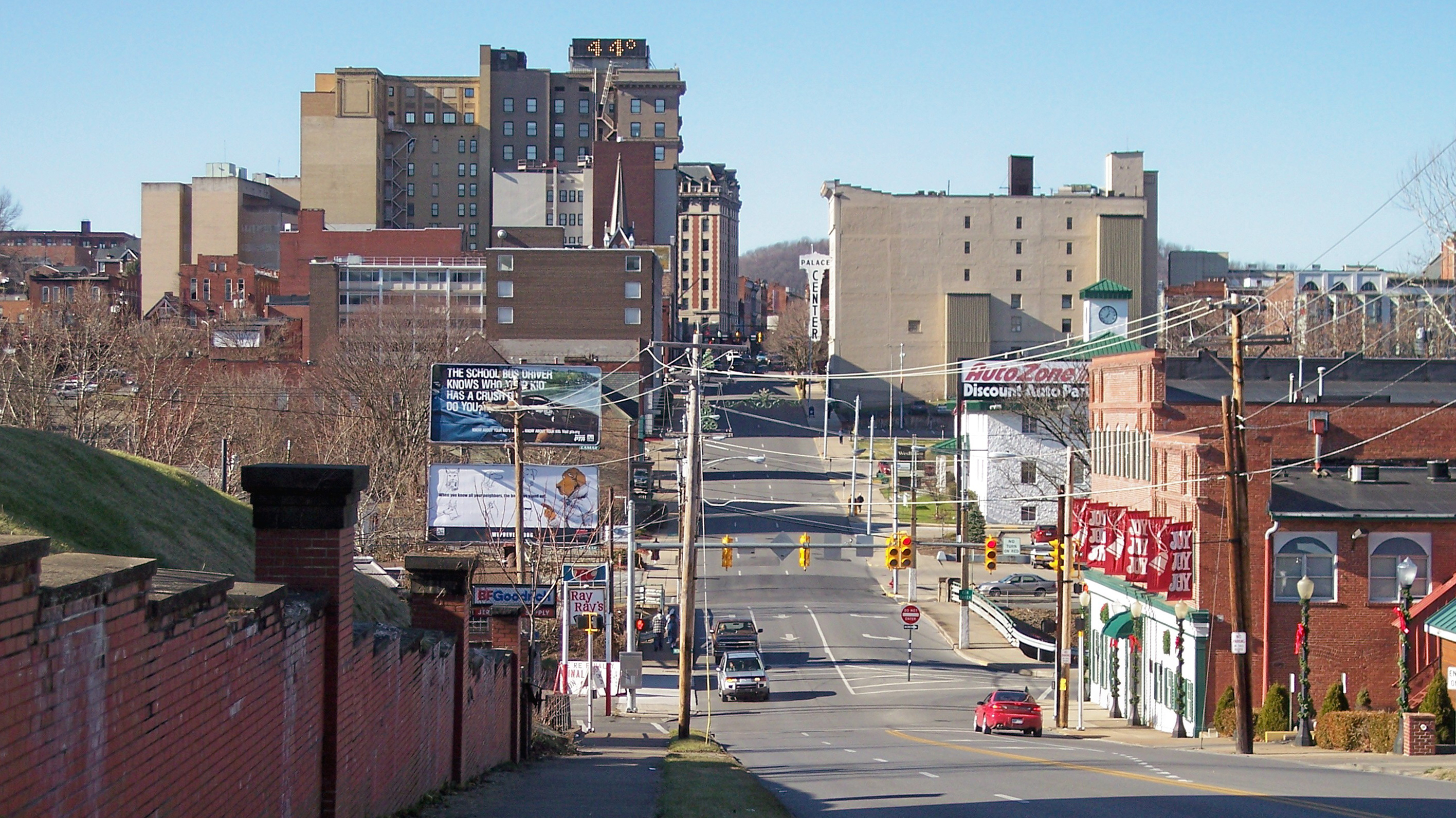
Clarksburg

### Capitali dello stato
In origine, la capitale fu Wheeling, dal 1863 al 1870. Fu poi spostata a Charleston, una città più centrale (dal 1870 al 1875), ma tornò a Wheeling nel 1875, finché il Campidoglio bruciò in un incendio nel 1885. Allora la capitale fu spostata nuovamente a Charleston nel 1885, ed è rimasta lì da allora.

### Principali città
| - Charleston, 51.371 - Huntington, 49.138 - Parkersburg, 31.492 - Morgantown, 29.660 - Wheeling, 28.486 - Weirton, 19.746 - Fairmont, 18.704 - Beckley, 17.614 | - Martinsburg, 17.227 - Clarksburg, 16.578 - South Charleston, 13.450 - Teays Valley, 13.175 - St. Albans, 11.044 - Vienna, 10.749 - Bluefield, 10.447 |

### Cittadine e piccole città
| - Barboursville - Berkeley Springs - Bridgeport - Buckhannon - Charles Town - Elkins - Fayetteville - Grafton - Hamlin | - Harper's Ferry - Hinton - Keyser - Kingwood - Lewisburg - Logan - Madison - Marlinton - Moorefield | - Moundsville - Mullens - New Martinsville - Oak Hill - Petersburg - Philippi - Point Pleasant - Princeton - Ravenswood | - Richwood - Ripley - Romney - Shepherdstown - Shinnston - Sistersville - Summersville - Sutton - Wayne | - Webster Springs - Welch - Weston - Williamson |

### Aree metropolitane statistiche
| - Charleston, WV MSA - Huntington-Ashland, WV-KY-OH MSA - Morgantown, WV MSA - Parkersburg-Marietta-Vienna, WV-OH MSA - Weirton-Steubenville, WV-OH MSA | - Wheeling, WV-OH MSA - Cumberland, MD-WV MSA - Hagerstown-Martinsburg, MD-WV MSA - Washington-Arlington-Alexandria, DC-VA-MD-WV MSA - Winchester, VA-WV MSA |

### Aree micropolitane statistiche
| - Beckley, WV MSA - Bluefield, WV-VA MSA - Clarksburg, WV MSA | - Fairmont, WV MSA - Oak Hill, WV MSA - Point Pleasant, WV-OH MSA |

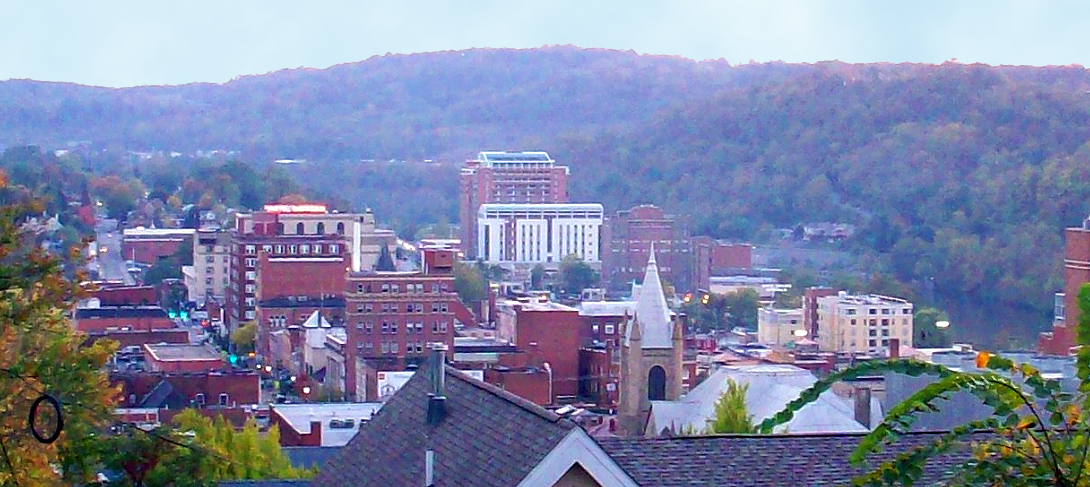
Morgantown
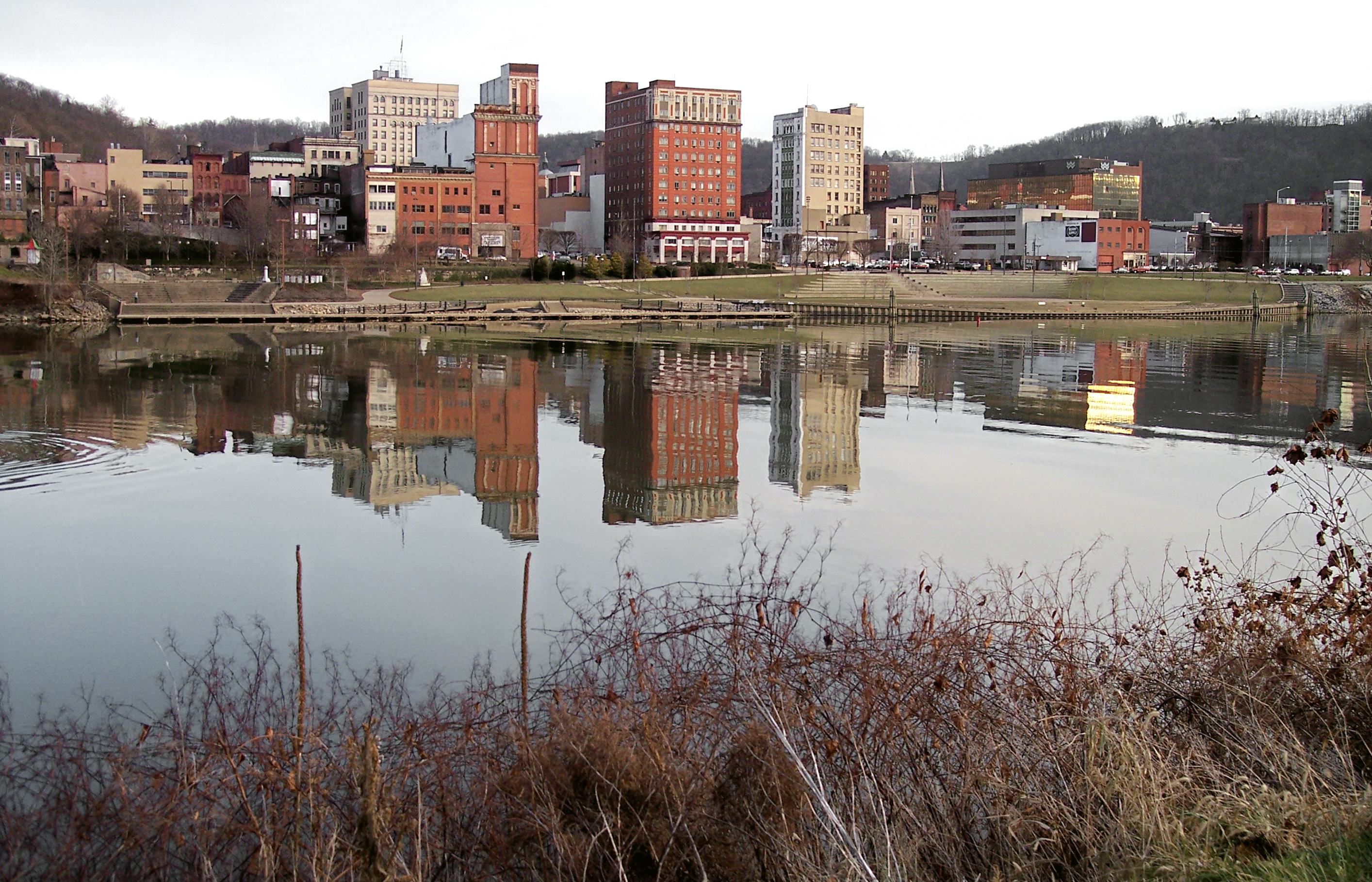
Wheeling
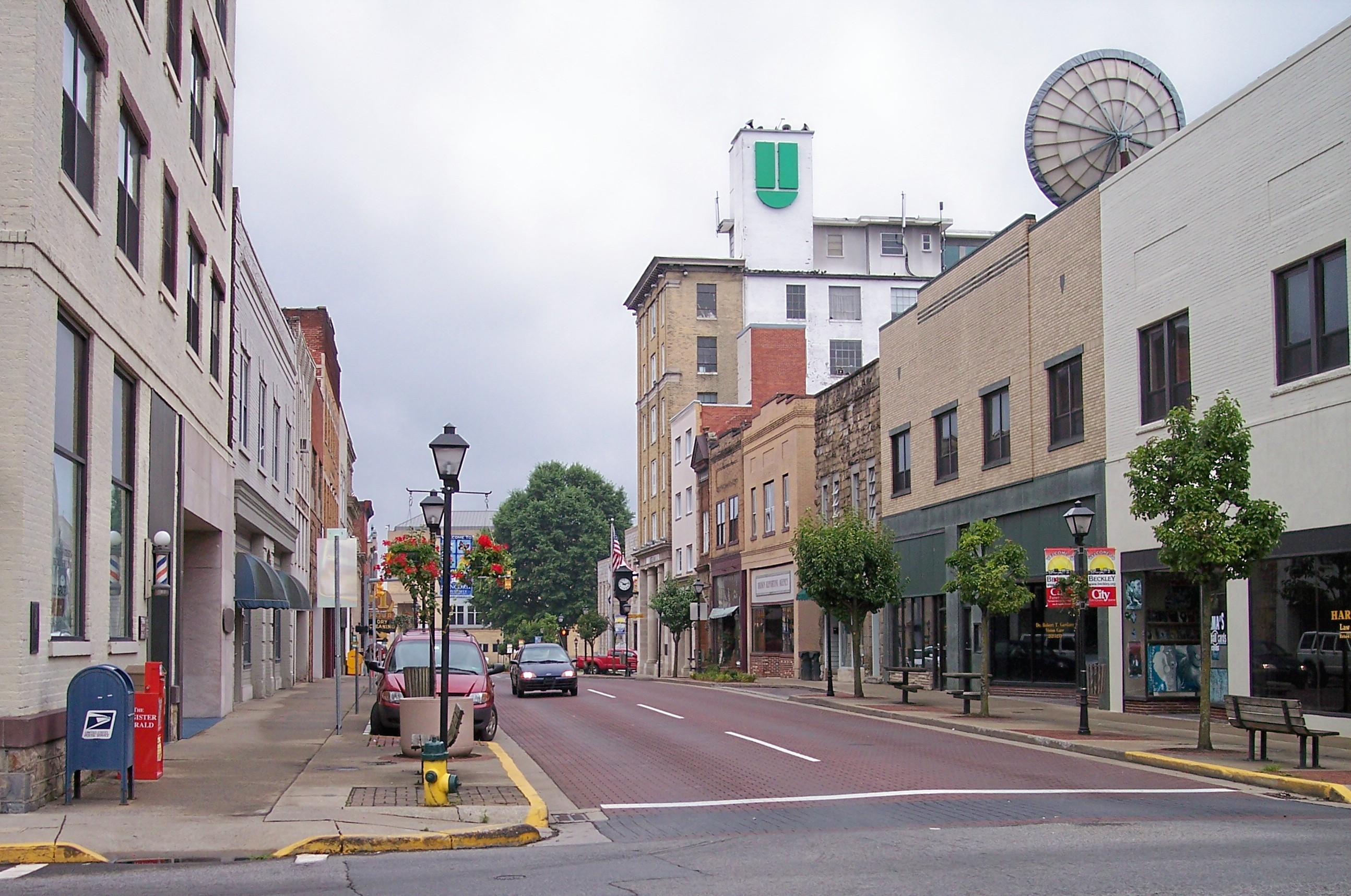
Beckley
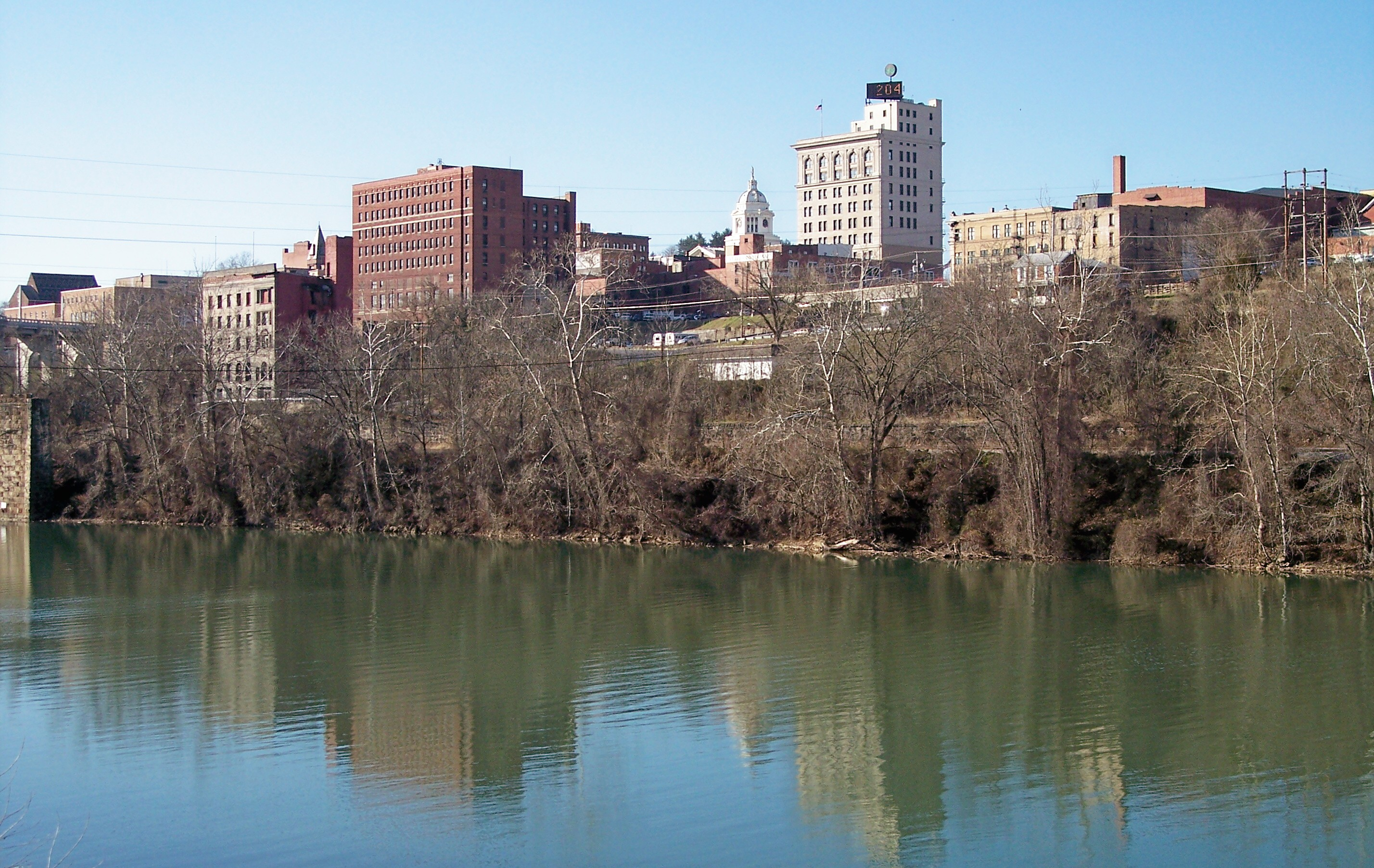
Fairmont
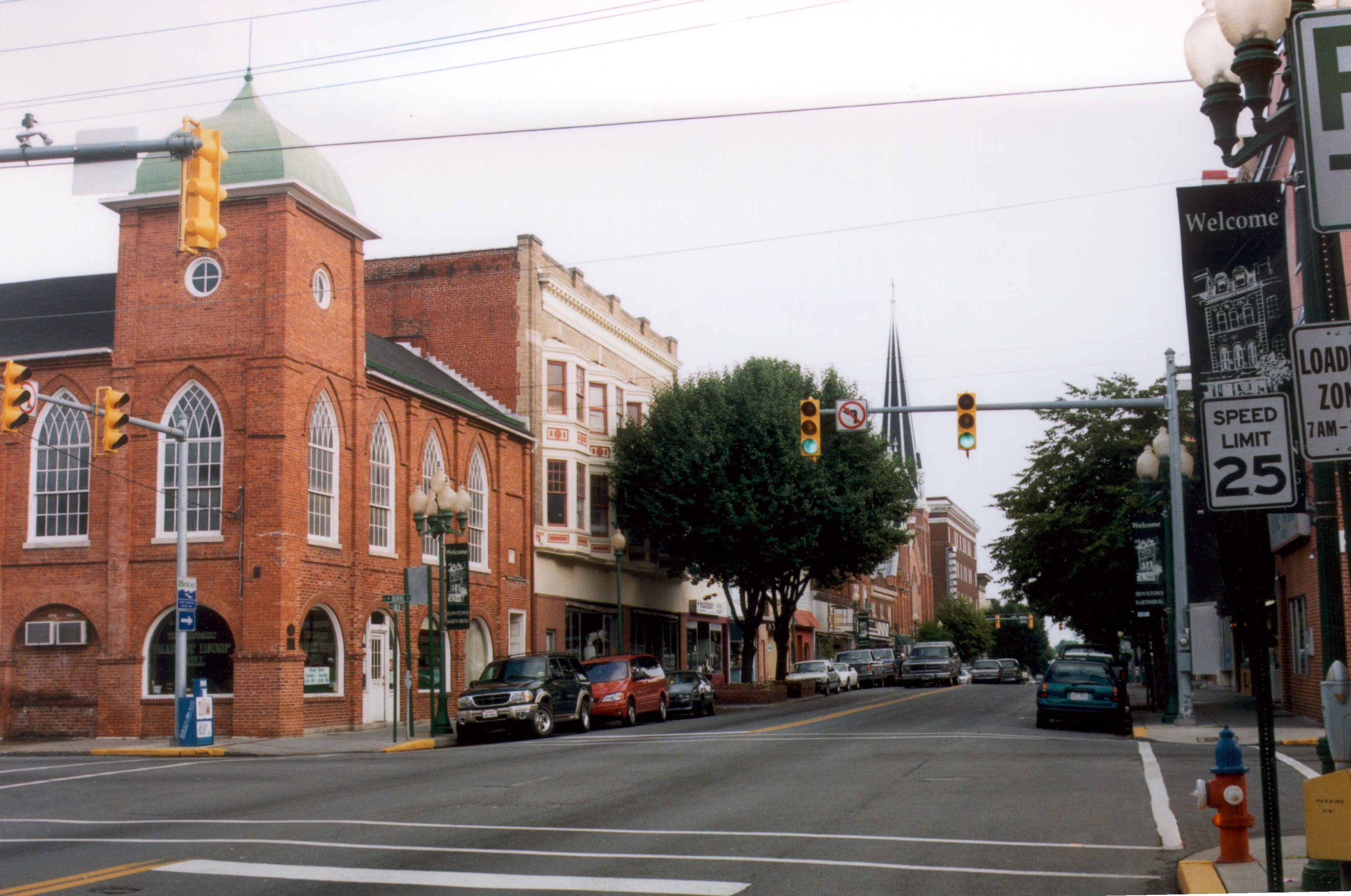
Martinsburg

## Società

### Evoluzione demografica
Nel censimento del 2010 la Virginia Occidentale contava 1.852.994 abitanti.
Considerando i dati del 2010, la Virginia Occidentale era probabilmente lo stato USA meno toccato dall'immigrazione. Solo l'1,1% dei residenti dello Stato sono nati altrove, dato che posiziona la Virginia Occidentale all'ultimo posto tra i 50 stati e il Distretto della Columbia in questo campo. È inoltre ultimo anche come percentuale dei residenti che parla una lingua diversa dall'Inglese in casa (2,7%).
Nel 2010 la popolazione della Virginia era così costituita:
- Bianchi - 93,9%
- Neri - 3,4%
- Asiatici - 0,7%
  - Indiani - 0,2%
  - Cinesi - 0,1%
  - Filippini - 0,1%
- Nativi Americani o dell'Alaska - 0,2%
- Di due o più etnie - 1,5%

Rispetto al totale vi sono poi:
- Ispanici - 1,2%
  - Messicani - 0,5%
  - Portoricani - 0,2%

## Cultura

### College e università
- Alderson-Broaddus College
- Appalachian Bible College
- Bethany College
- Bluefield State College
- Concord University
- Davis and Elkins College
- Fairmont State University
- Glenville State College
- Marshall University
- Mountain State University
- Ohio Valley University
- Salem International University
- Shepherd University
- Università di Charleston
- West Liberty State College
- West Virginia Northern Community College
- West Virginia School of Osteopathic Medicine
- Università dello Stato della Virginia Occidentale
- Università della Virginia Occidentale
  - Potomac State College of West Virginia University
  - West Virginia University Institute of Technology
  - West Virginia University at Parkersburg
- West Virginia Wesleyan College
- Wheeling Jesuit University